# Renesanční architektura

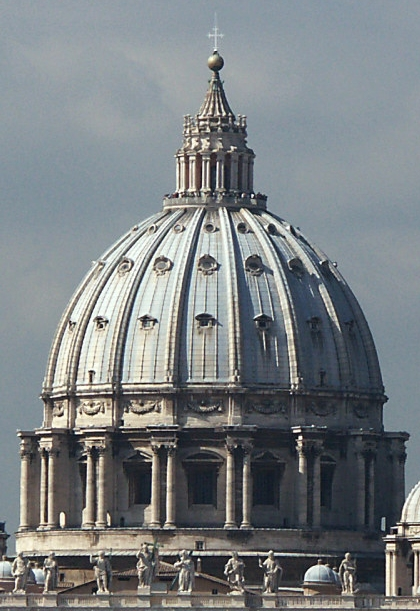
Kupole baziliky sv. Petra ve Vatikánu

Renesanční architektura (z franc. renaissance, Ital. rinascimento – znovuzrození) je označení pro architekturu v renesančním slohu, která se vyvinula v italských městech 15. století jako výraz světského a humanistického sebevědomí zámožných měšťanů a nové vlny zájmu o antickou architekturu. V soutěživém prostředí městských států se měšťané potřebují prezentovat a také města navzájem soutěží ve svých reprezentačních stavbách.
Renesanční architekti se opět inspirovali antickými, zejména římskými stavbami (viz také klasická řádová architektura), jejich souměrností, jednoduchostí geometrických tvarů a pravidelností proporcí, důležité je také zachování lidského rozměru u staveb světských. Renesanční architektura se tedy odlišuje od gotiky celým svým zaměřením; hlavním stavebníkem monumentálních staveb se místo církve pozvolna stává město a měšťané, šlechta nebo panovník. Vznikají nové typy světských staveb, jako je předměstská vila, zámek, palác nebo radnice. Městský dům ani zámek už nemá funkci obrannou, ale spíše reprezentativní. Vedle kamene se začaly užívat v mnohem větší míře cihly, stavby se zpravidla omítají a zdobí štukem nebo mramorovým obkladem. Hojně se uplatňuje vnější sloupořadí, valená klenba a kupole a schodiště se stává samostatným architektonickým prvkem. Vzniká nový druh výzdoby spíše ploché fasády zvaný sgrafito. Místo lomených oblouků nastupují kruhové a u oken a dveří převládají jednoduché obdélné tvary.
Na renesanční architekturu přímo navazuje a dynamicky ji přetváří architektura baroka. Ke statičtější výrazu antických vzorů se novým způsobem v 18. století vrací klasicistní architektura. V duchu historismu se architekti 19. století inspirují renesanční architekturou ve slohu zvaném neorenesance či novorenesance.

## Vznik

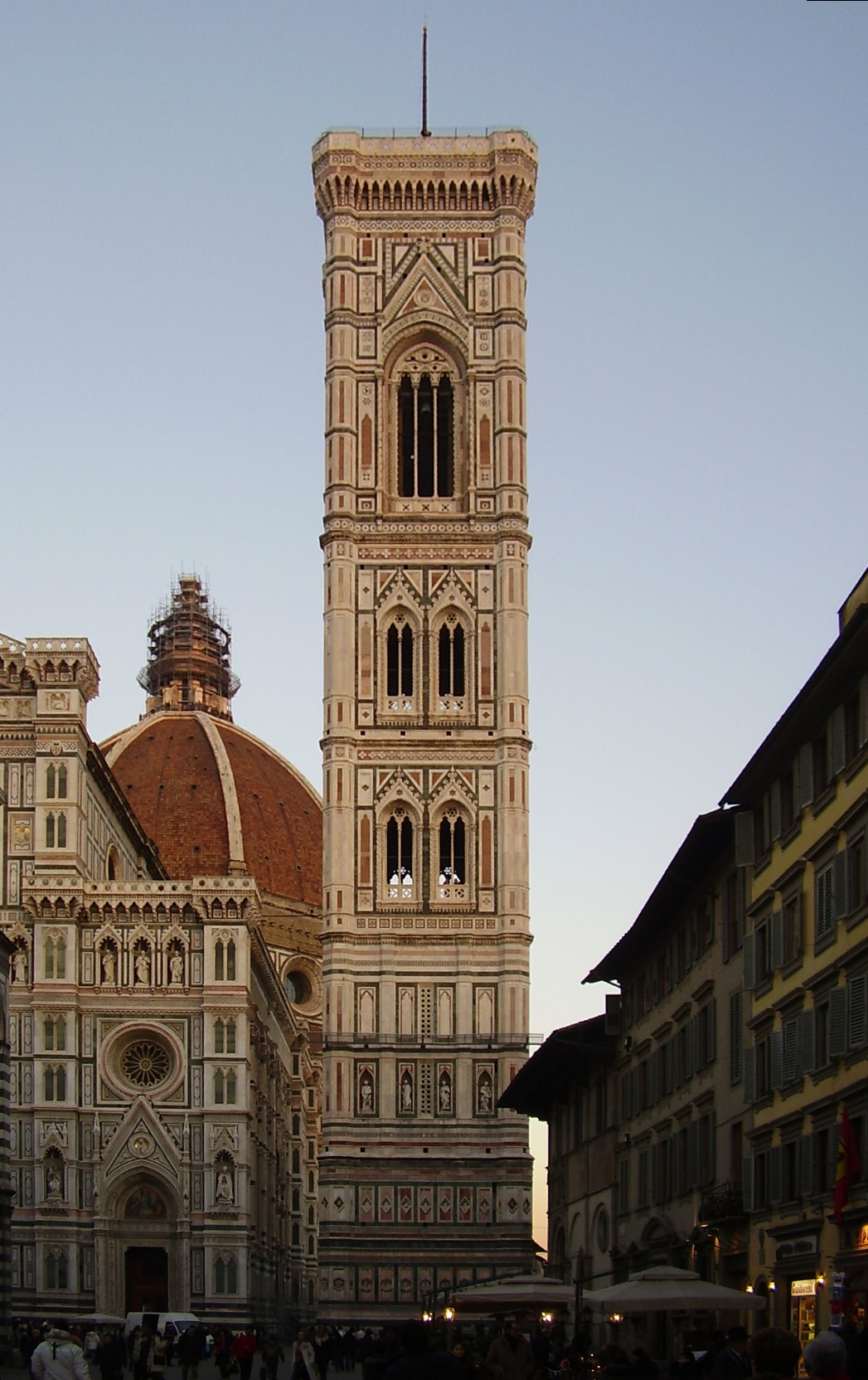
Giottova zvonice

Renesanční architektura vznikla ve Florencii počátkem 15. století a rychle se rozšířila po dalších bohatých, hlavně severoitalských městech (Mantova, Vicenza, Pisa, Janov, Benátky, Řím). Navazuje na humanistický obrat v literatuře (Dante, Petrarca) a v malířství (Giotto, Fra Angelico), který začal už kolem roku 1300. V italské architektuře se gotický sloh nikdy příliš neprosadil a návrat k římským vzorům byl o to snazší, že ji ovlivňovaly po celý středověk. Za nejvýznamnější příklad přechodu od gotiky k rané renesanci bývá pokládána Giottova zvonice ve Florencii z poloviny 14. století.

## Raná renesance

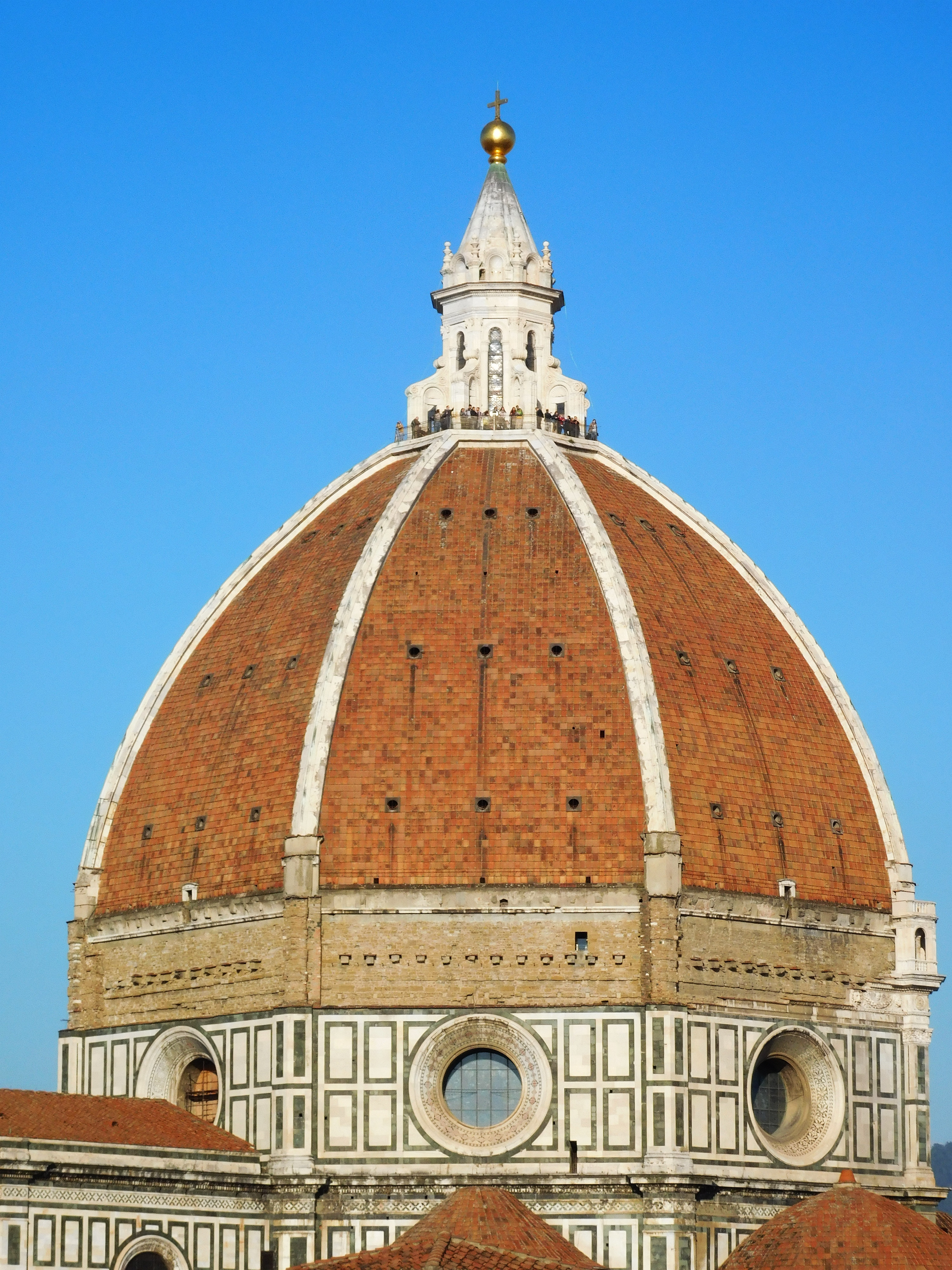
Brunelleschiho kupole dómu ve Florencii

První fáze renesanční architektury, raná renesance či italsky quattrocento začíná kolem roku 1420 a sahá do konce 15. století. Za počátek renesanční architektury se obecně pokládá tvorba Filippa Brunelleschiho (1377–1446) a jeho kupole dómu ve Florencii, poté co byl roku 1418 vybrán jeho návrh v soutěži na výstavbu kupolí florentské katedrály. Právě zde je dobře patrné dokonalé sladění středověké architektury s mramorovým obložením. Hmotnost kopule Santa Maria del Fiore je vyvážena ladností jejího tvaru a díky své eleganci je stále jedním ze symbolů renesanční architektury. Stavba ovlivnila a inspirovala mnoho umělců. Byla inspirací například Michelangelovy kupole svatopeterské baziliky v Římě. Brunelleschi roku 1419 podle plánu zahájil stavbu Ospedale degli Innocenti (dosl. špitál neviňátek - nalezinec). Tato stavba byla první významnou čistě renesanční stavbou. Stavba byla dokončena roku 1421.
Roku 1415 byl ve švýcarském klášteře objeven rukopis Vitruviova spisu „O architektuře“ z 1. století př. n. l. a kolem roku 1450 sepsal italský humanista Leon Battista Alberti vlivný spis „O stavitelství“, který pomohl myšlenky italské renesanční architektury šířit – zejména do Francie, do Uher a jižního Německa. Alberti projektoval několik kostelů a upravil hlavní průčelí kostela S. Maria Novella ve Florencii (1451).

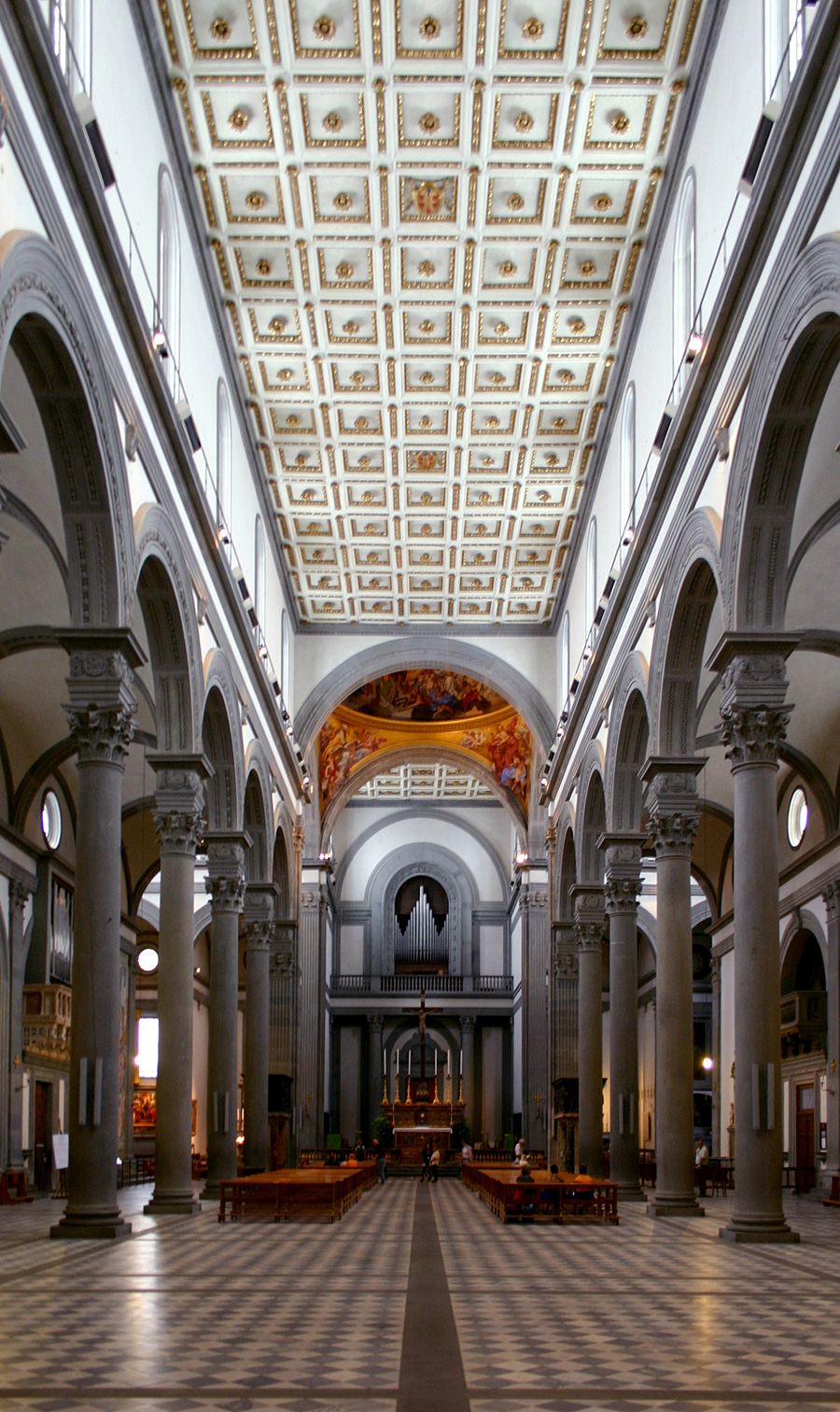
Kostel San Lorenzo ve Florencii (1425–1435)
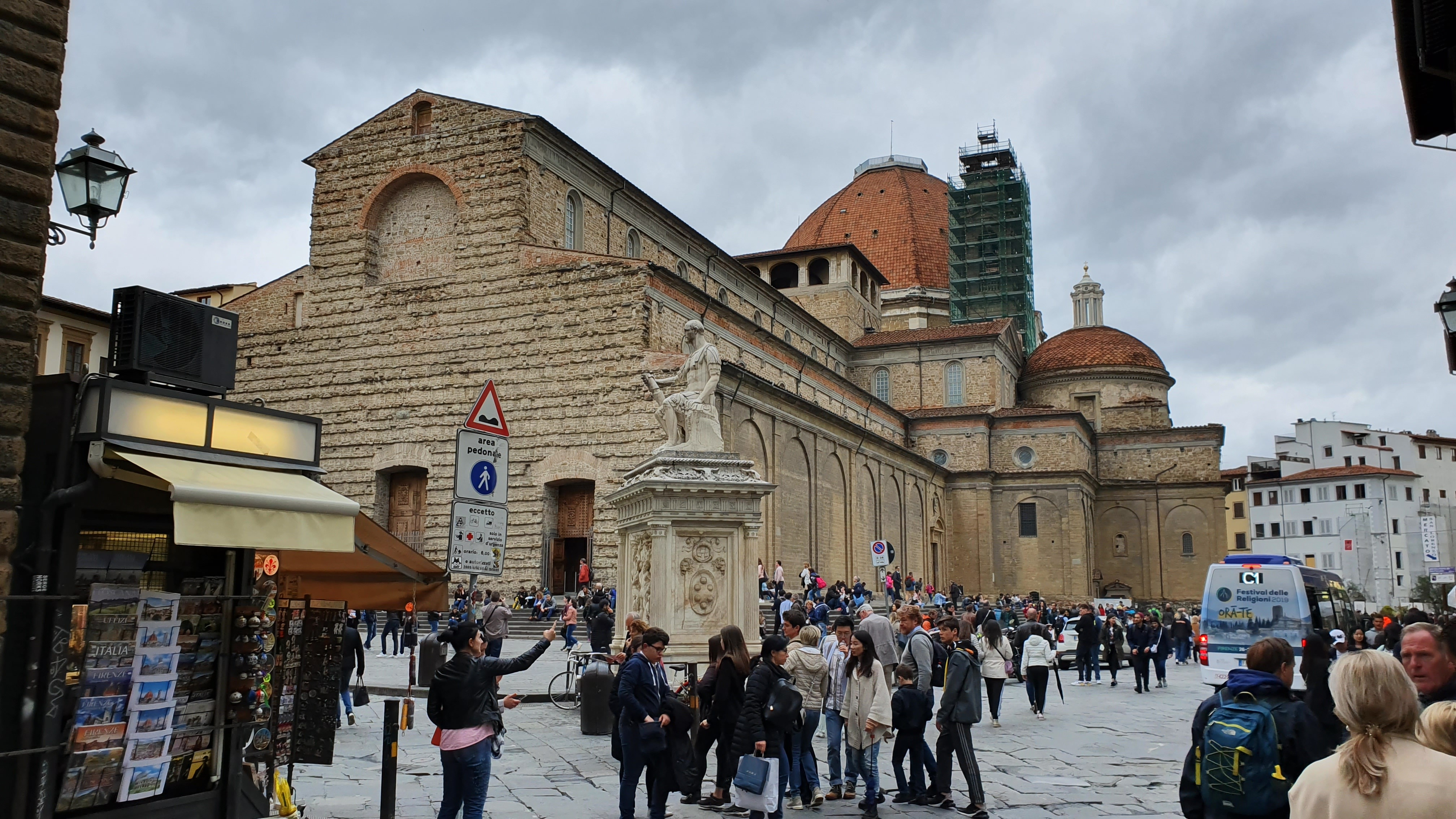
San Lorenzo (Florencie), Filippo Brunelleschi
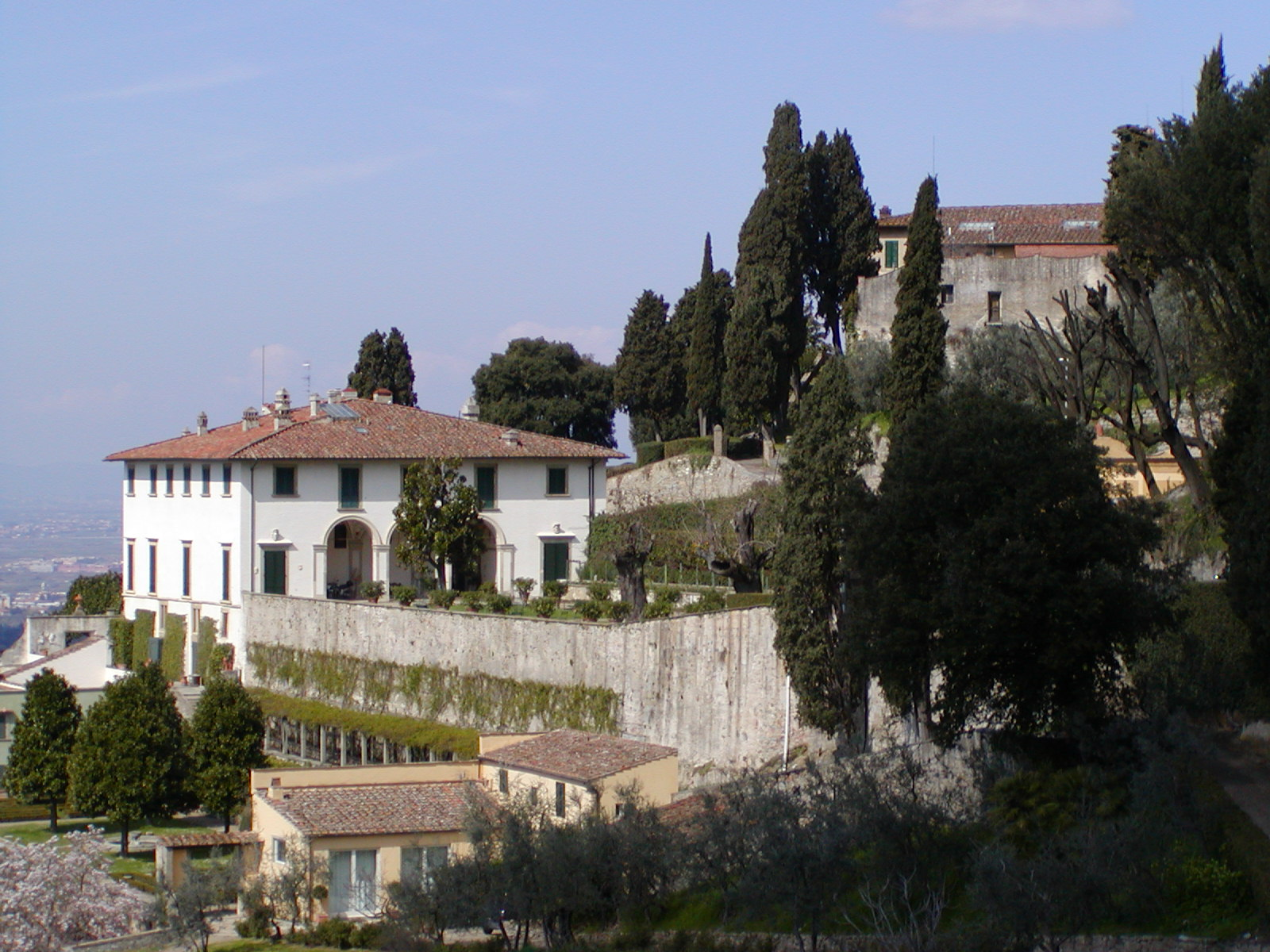
Vila Medici ve Fiesole (Michelozzo, 1454)
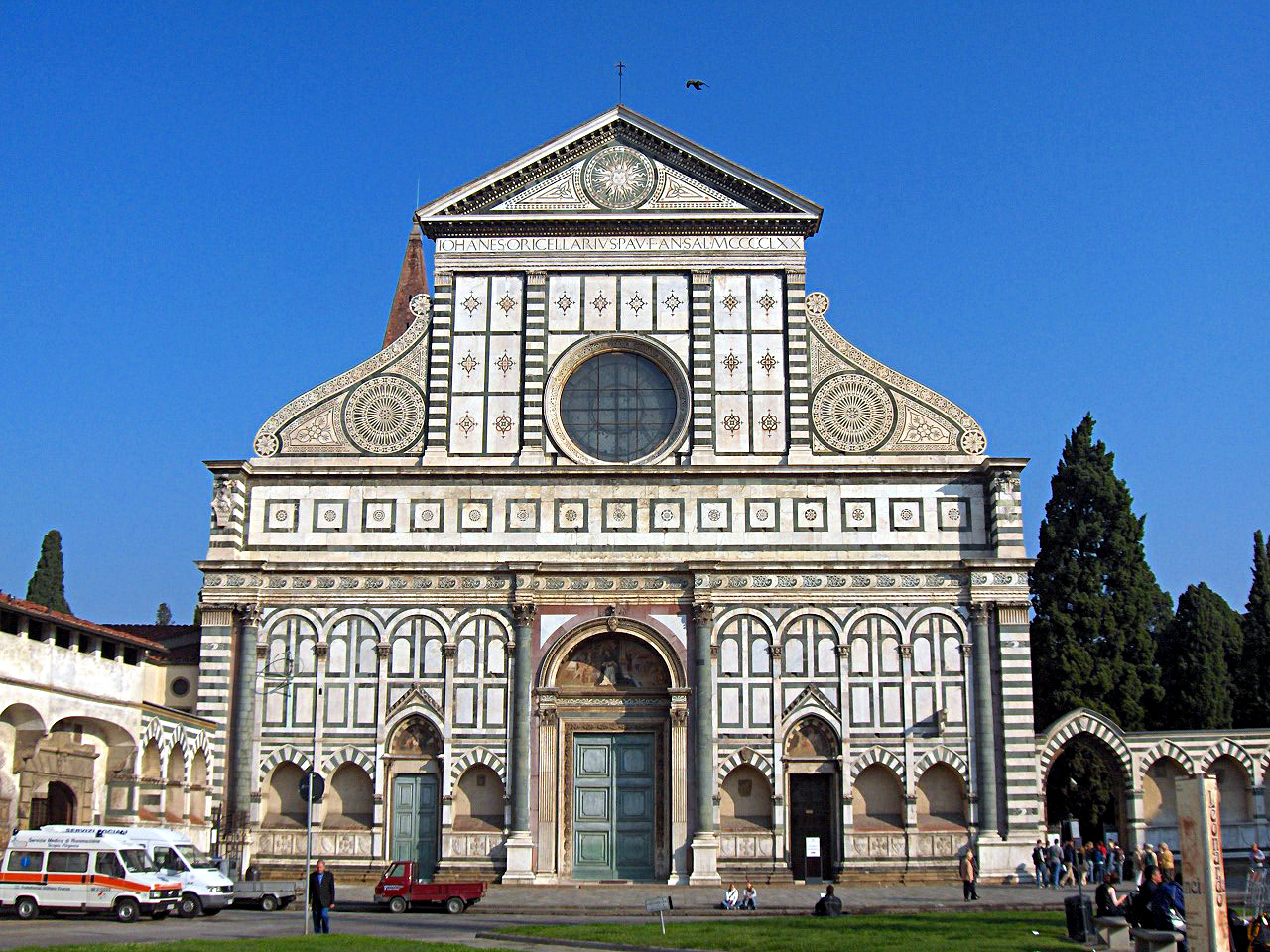
Průčelí SM Novella, Florencie (Alberti, 1446–1451)
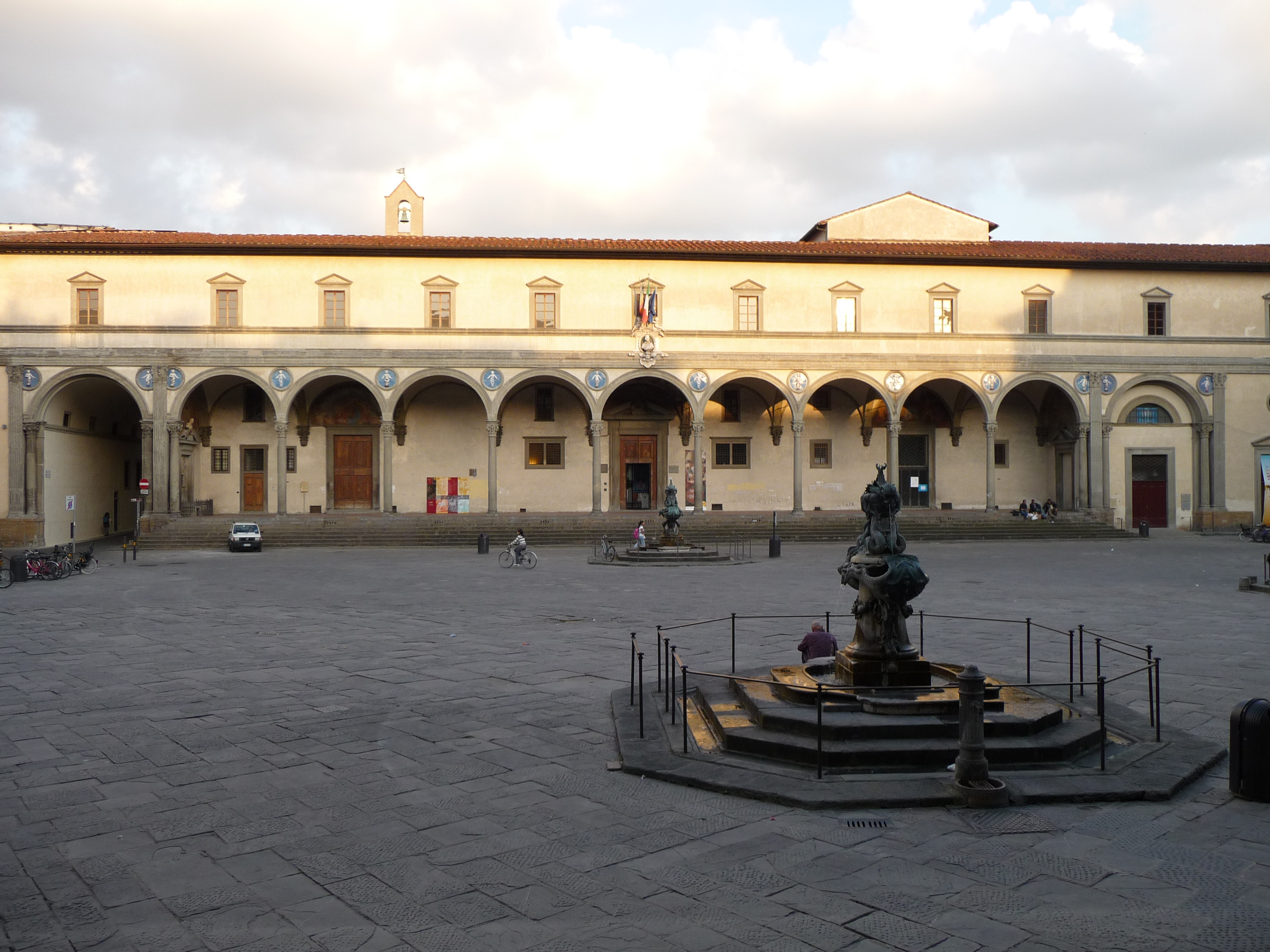
Ospedale degli Innocenti (špitál neviňátek), Filippo Bruneleschi, Florencie
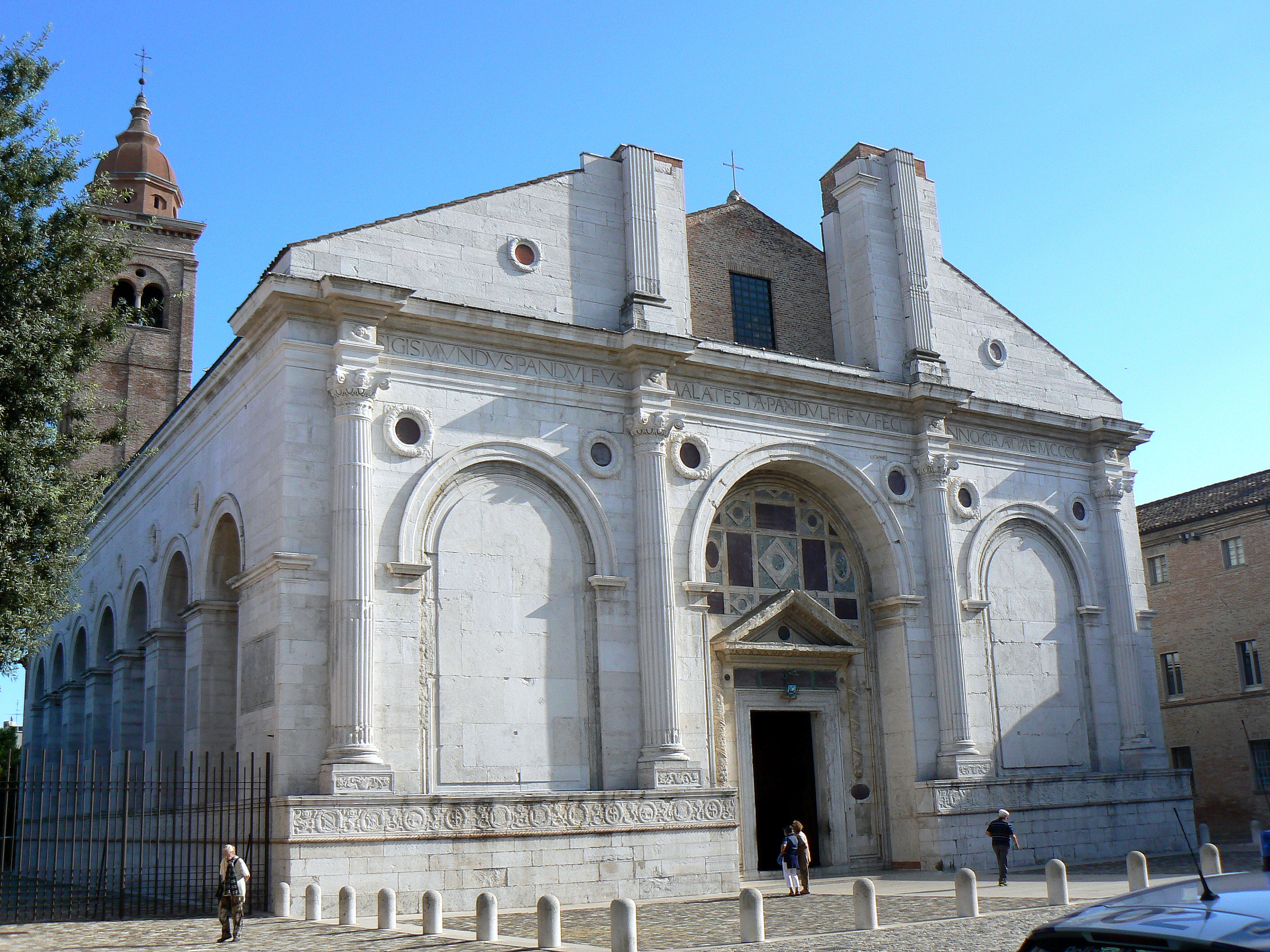
Kostel San Francesco v Rimini (Leone Battista Alberti)
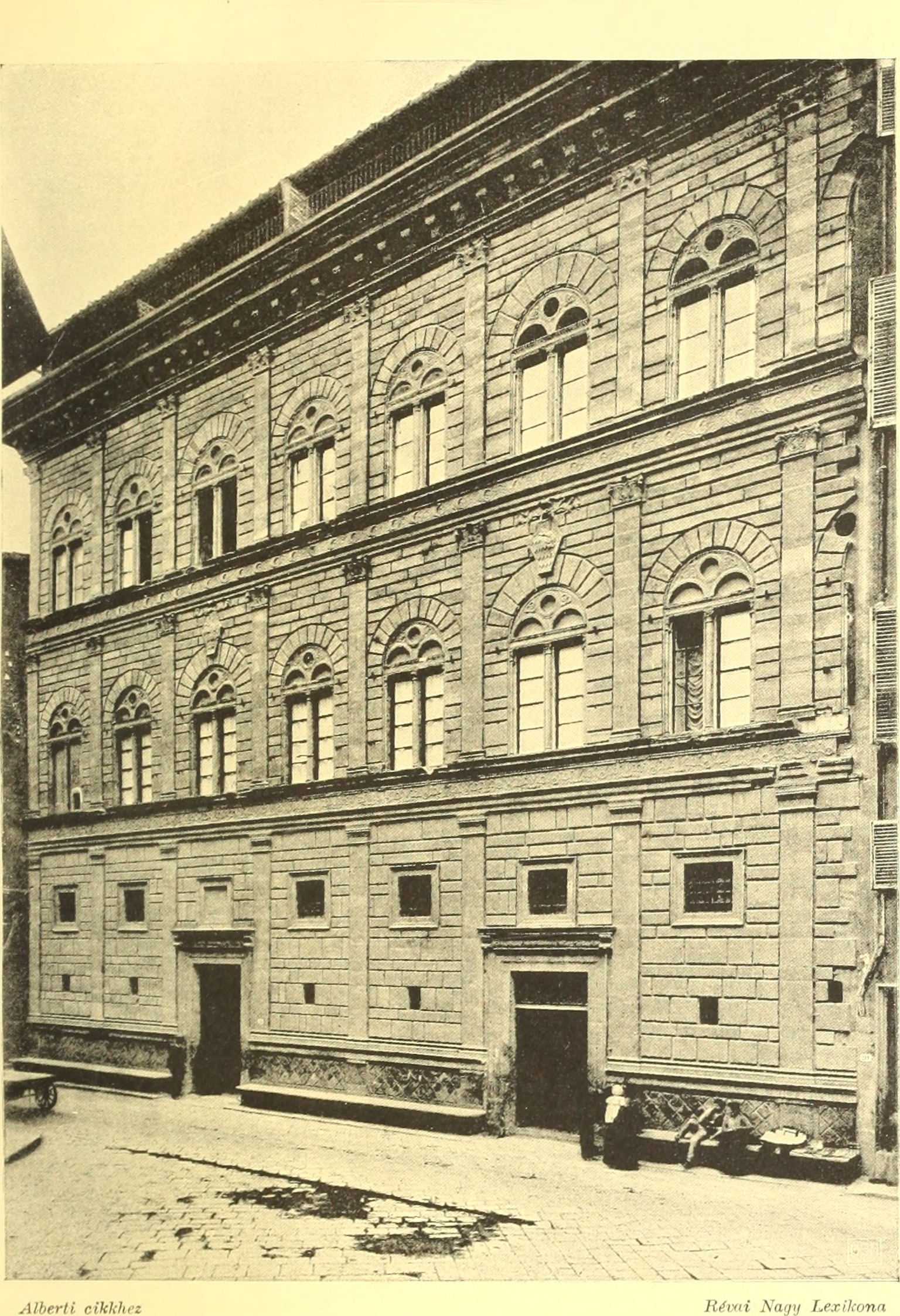
Palazzo Ruccellai ve Florencii, Leone Battista Alberti
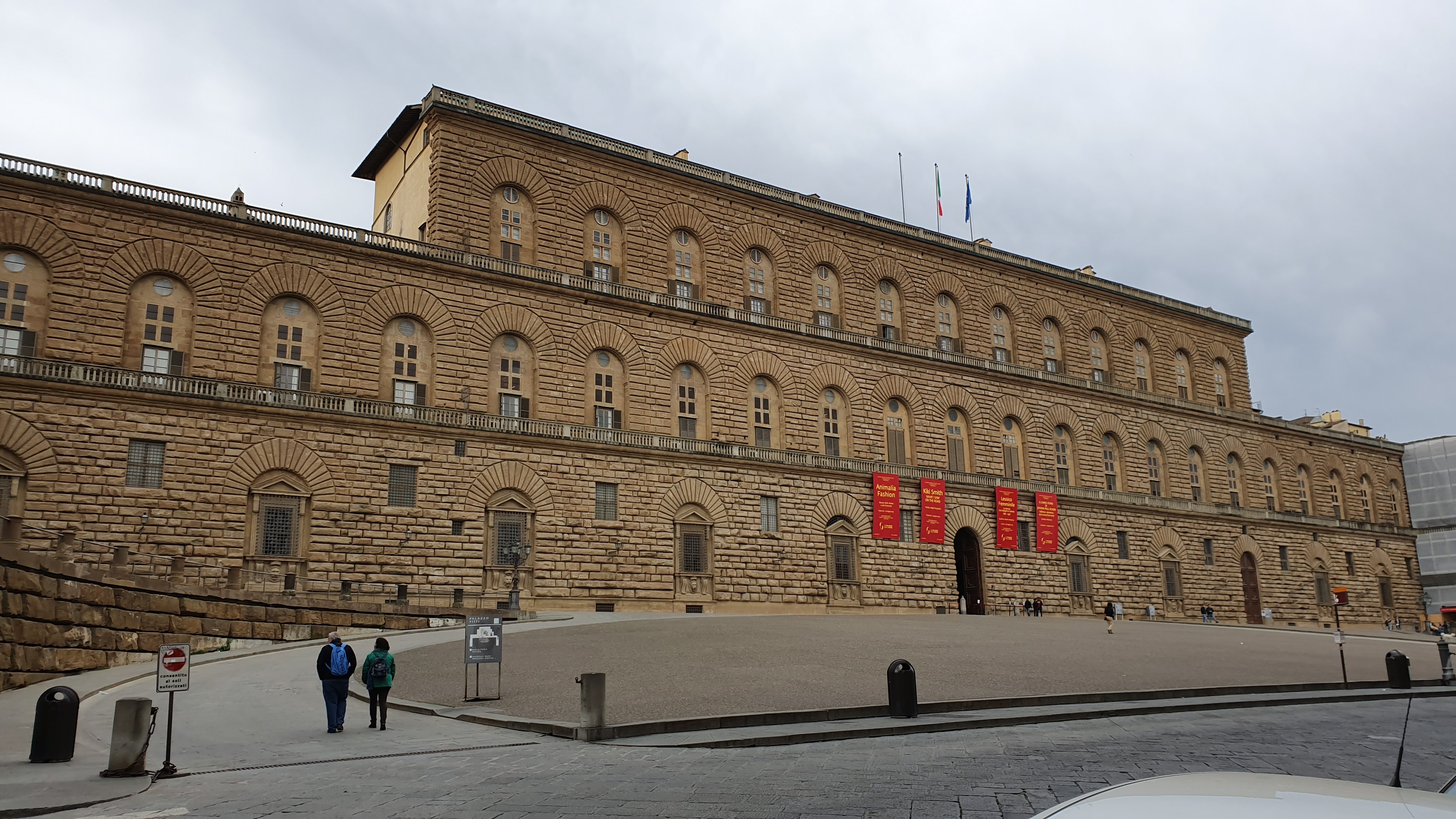
Palác Pitti, Filippo Bruneleschi
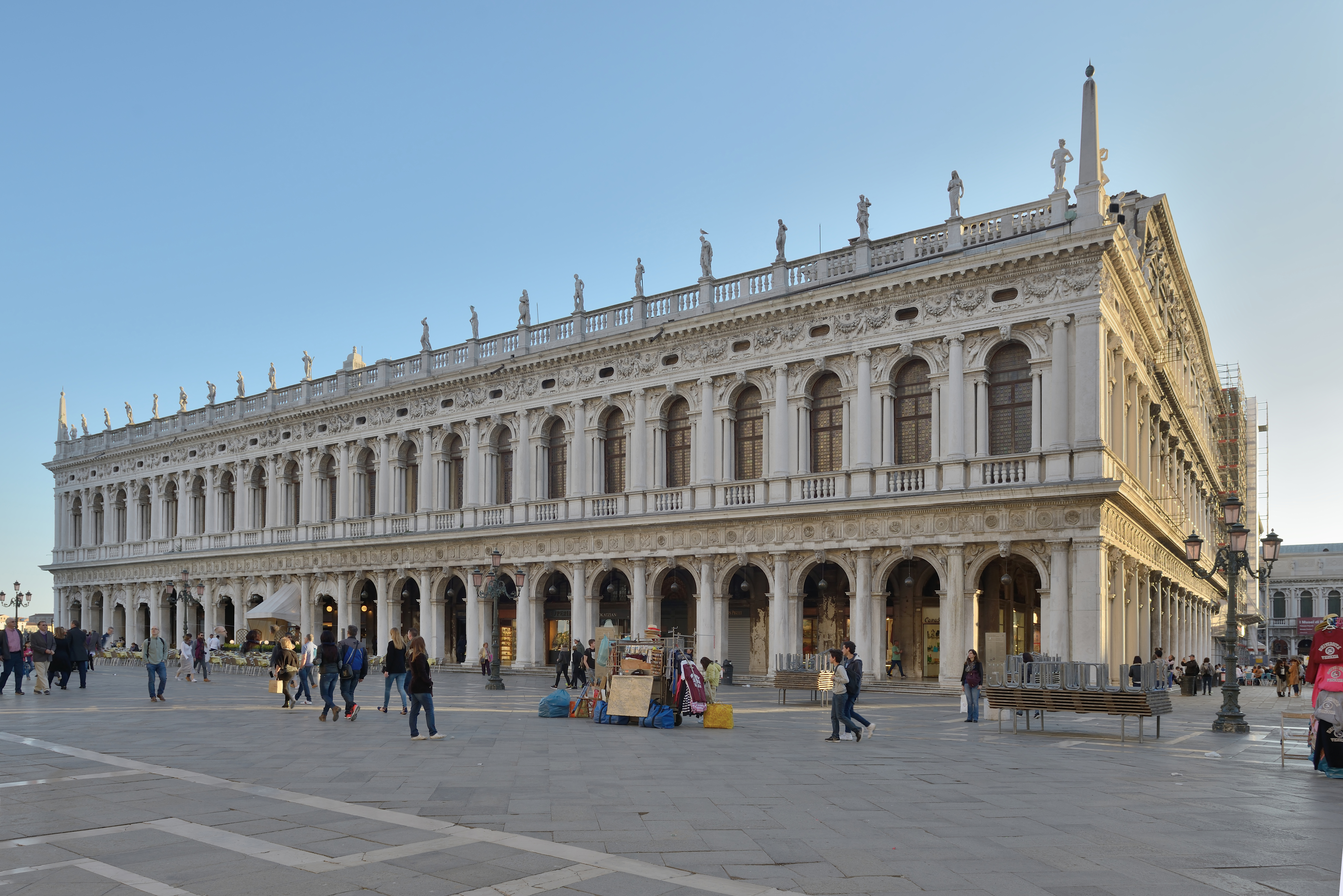
Biblioteca Marciana (1468)

## Vrcholná renesance
Vrcholná renesance zahrnuje první polovinu 16. století a mezi hlavní autory patří Donato Bramante, od něhož pochází i první návrh chrámu sv. Petra v Římě, Antonio da Sangallo mladší, Michelangelo Buonarroti nebo Bramantův synovec Raffael Santi, kteří tento chrám dokončili. V jejich dílech se však už objevují různé odchylky, které klasický kánon modifikují a problematizují. Tento sloh, který se někdy nazývá manýrismus, připravuje přechod k ranému baroku. Mezi nejznámější architekty patří Andrea Palladio a Giorgio Vasari, oba také teoreticky činní.
Bazilika sv. Petra v Římě se stavěl téměř 200let. Prošel velkými změnami ve vývoji. Původní půdorys od Bramanta byl později prodloužen do latinského kříže. Původně měl mít tvar řeckého kříže, bazilika měla mít velkou kopulí a okolo ní čtyři menší kopule. Druhý projekt měl zahrnovat menší ochranou budovu postavena přímo nad hrobem sv. Petra. Nakonec byl prodloužen do latinského kříže.
San Pietro in Montorio byl postaven na místě dřívějšího kostela z 9. století. Slouží jako svatyně a označuje údajné místo ukřižování svatého Petra. Byl zasvěcen roku 1500. Na nádvoří postavili malý altán Il Tempietto, který má poukazovat a připomínat vzpomínku na narození syna krále Ferdinanda a královny Isabelly.
Vila La Rotonda u Vicenzy narvhnul Andrea Palladio , stavěla se v letech 1566–1571. Budova byla postavena na vrcholu kopce, který leží nedaleko Itálie. La Rotonda je zřejmě nejznámější z venkovských domů postavených v šestém století.

V roce 1565 se panovník Paolo Almerico rozhodl jako 'apoštolský zpravodaj' papeže Pia IV. a Pia V. vrátit na stáří z Vatikánu zpět do svého rodného města, kde si nechal na vrcholku jednoho z kopců v okolí Vicenzy postavit reprezentativní dům kloubící v sobě humanistický chrám a obydlí. Vila se později stala jednou z nejznámějších Palladiových staveb a inspirovala tisíce dalších architektů. Druhé jméno vila získala podle příjmení bratrů Capra, kteří budovu po získání do svého vlastnictví nechali v roce 1591 dokončit. Kvůli dokonale symetrickému půdorysu rozmístěného kolem centrální kruhové haly se jí také říká vila Rotonda. Stavba má čtvercový půdorys se sloupovými portály na všech čtyřech stranách. Široká schodiště spojují terasy domu s okolní krajinou. Uprostřed dispozice se nachází dvoupodlažní kruhový sál s vybíhajícím ochozem po celém obvodu. Původně měl být sál zastřešen půlkruhovou bání, ale po Palladiově smrti se návrhu ujal jeho žák Vincenzo Scamozzi, který po vzoru římského Pantheonu navrhl nižší kopuli s centrálním oculem otevřeným směrem do nebe. Rozměry místností vychází z matematicky přesných pravidel popsaných Palladiem ve Čtyřech knihách o architektuře (konkrétně ve druhém dílu věnovanému ideálním vilám). Čtvercový půdorys natočen k jihu o 45°, aby se do všech místností dostalo trochu denního světla. Vila je do terénu umístěna asymetricky, aby každá ze čtyř identický lodžií nabízela trochu odlišný výhled do krajiny. Severozápadní portál je umístěn na osu hlavního vstupu. Mírně stoupající přístupová cesta je lemována obslužnými budovami. Osa poté opticky pokračuje směrem ke kapli na okraji města a spojuje tak vilu s městem.

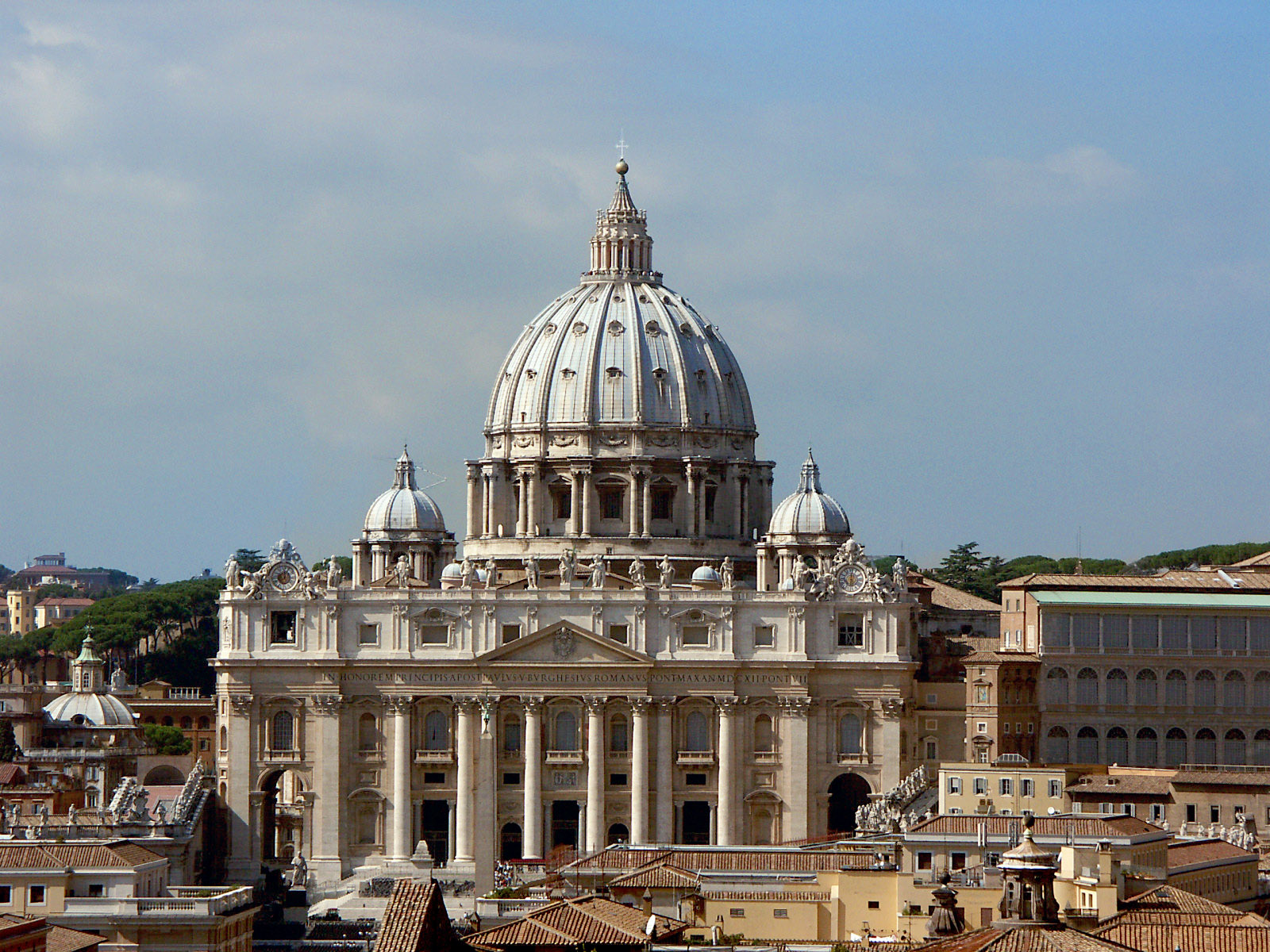
Dóm sv. Petra, Řím (Bramante, Raffael, Michelangelo)
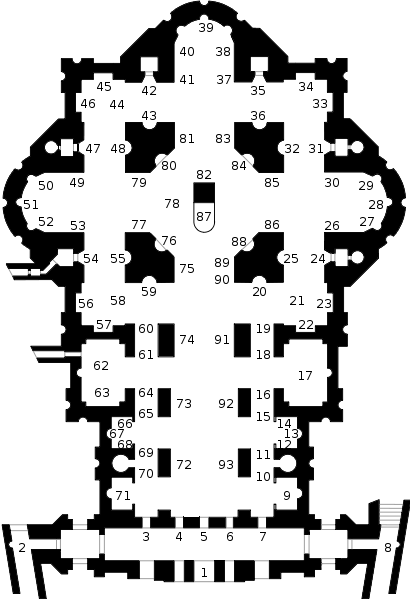
Půdorys baziliky svatého Petra,Latinský kříž
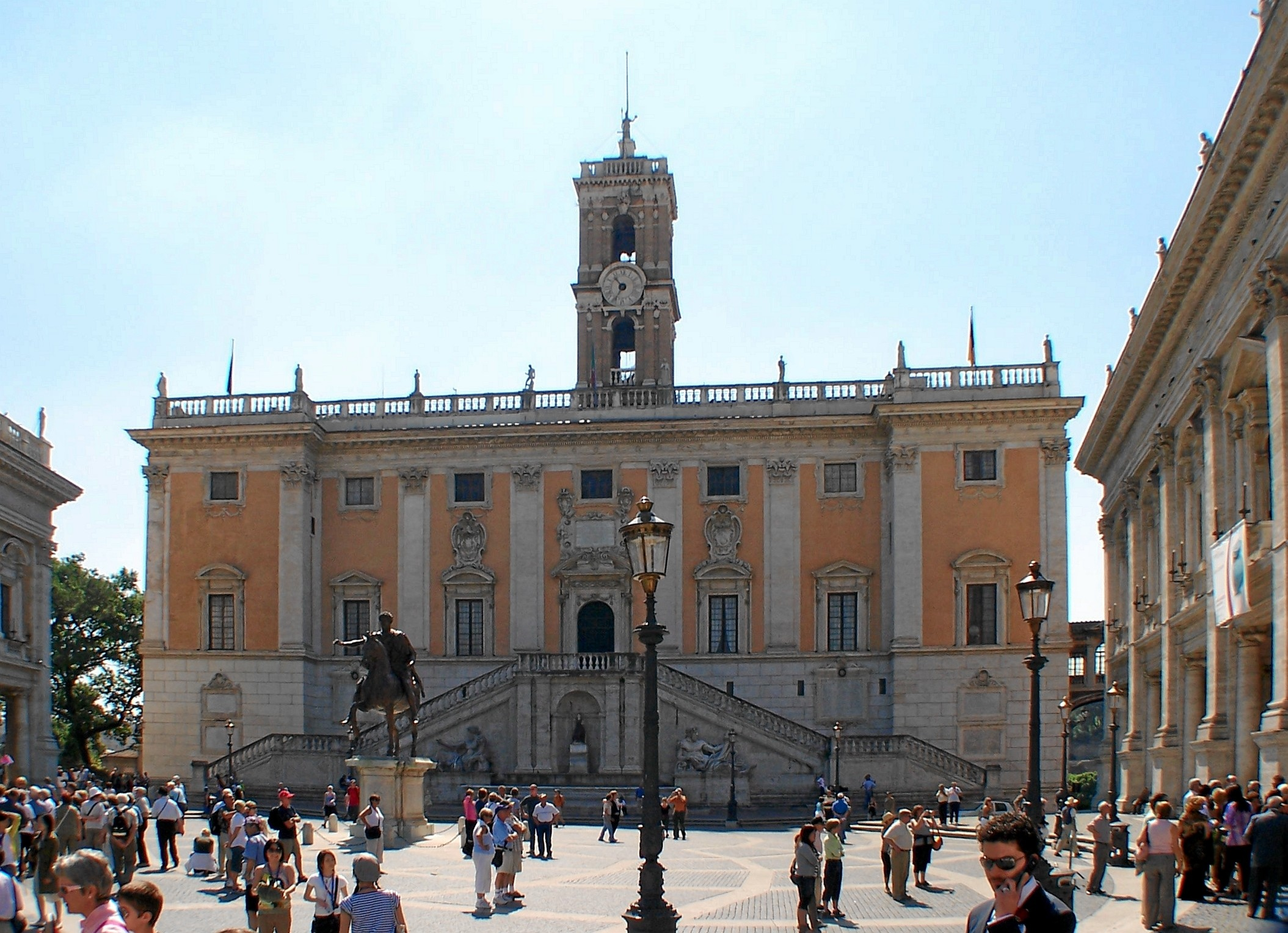
Senátorský palác na Kapitolu (Michelangelo)
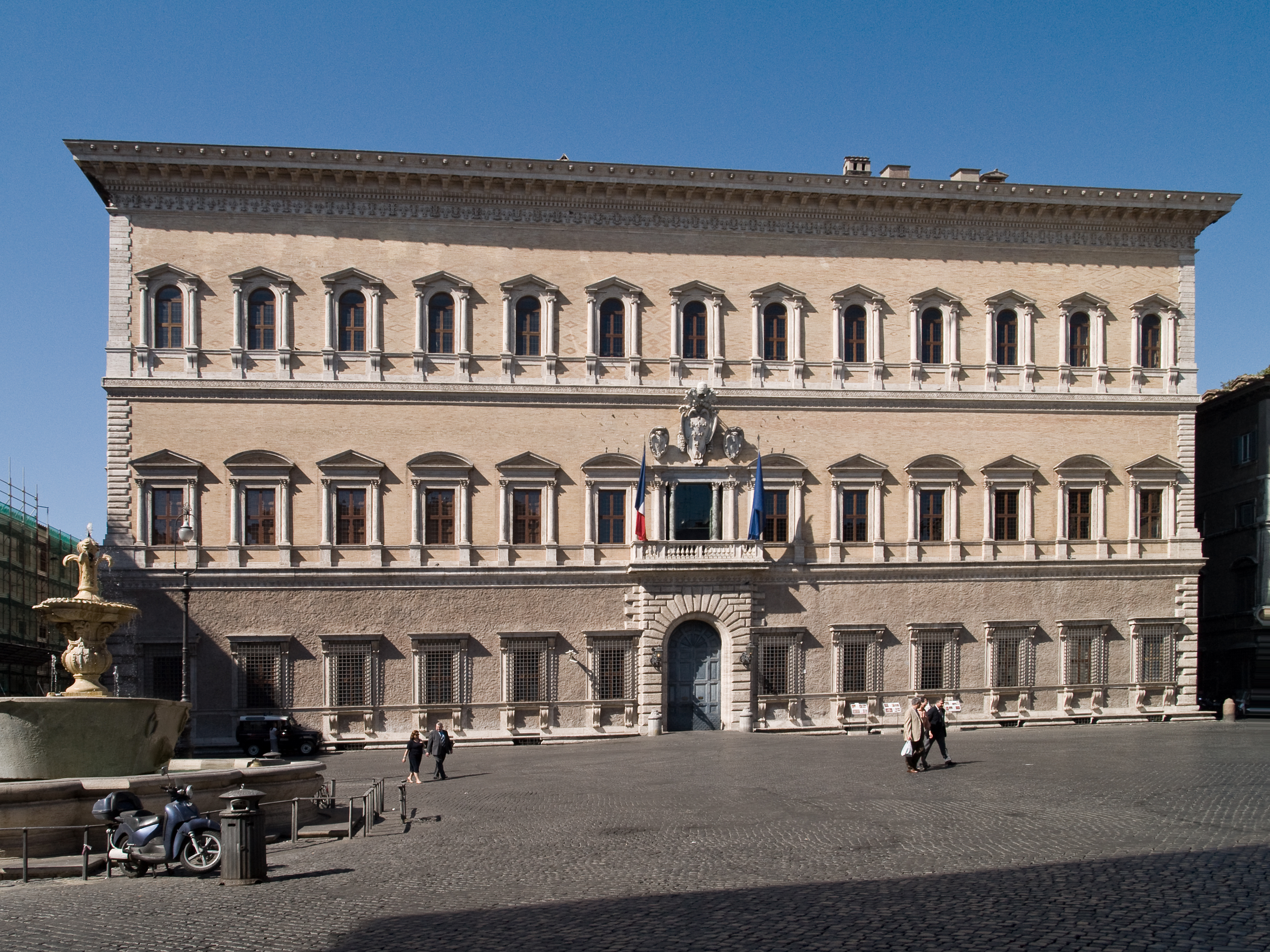
Palác Farnese, Řím (Michelangelo, 1534–1545)
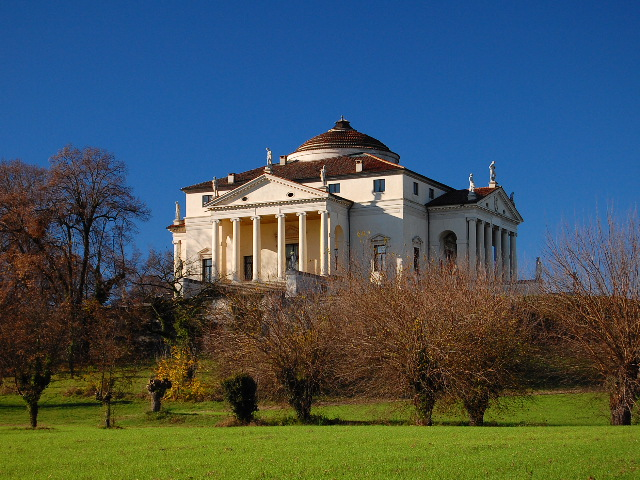
Vila La Rotonda u Vicenzy (A. Palladio,
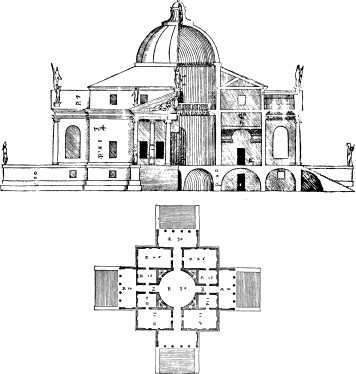
Vila La Rotonda u Vicenzy
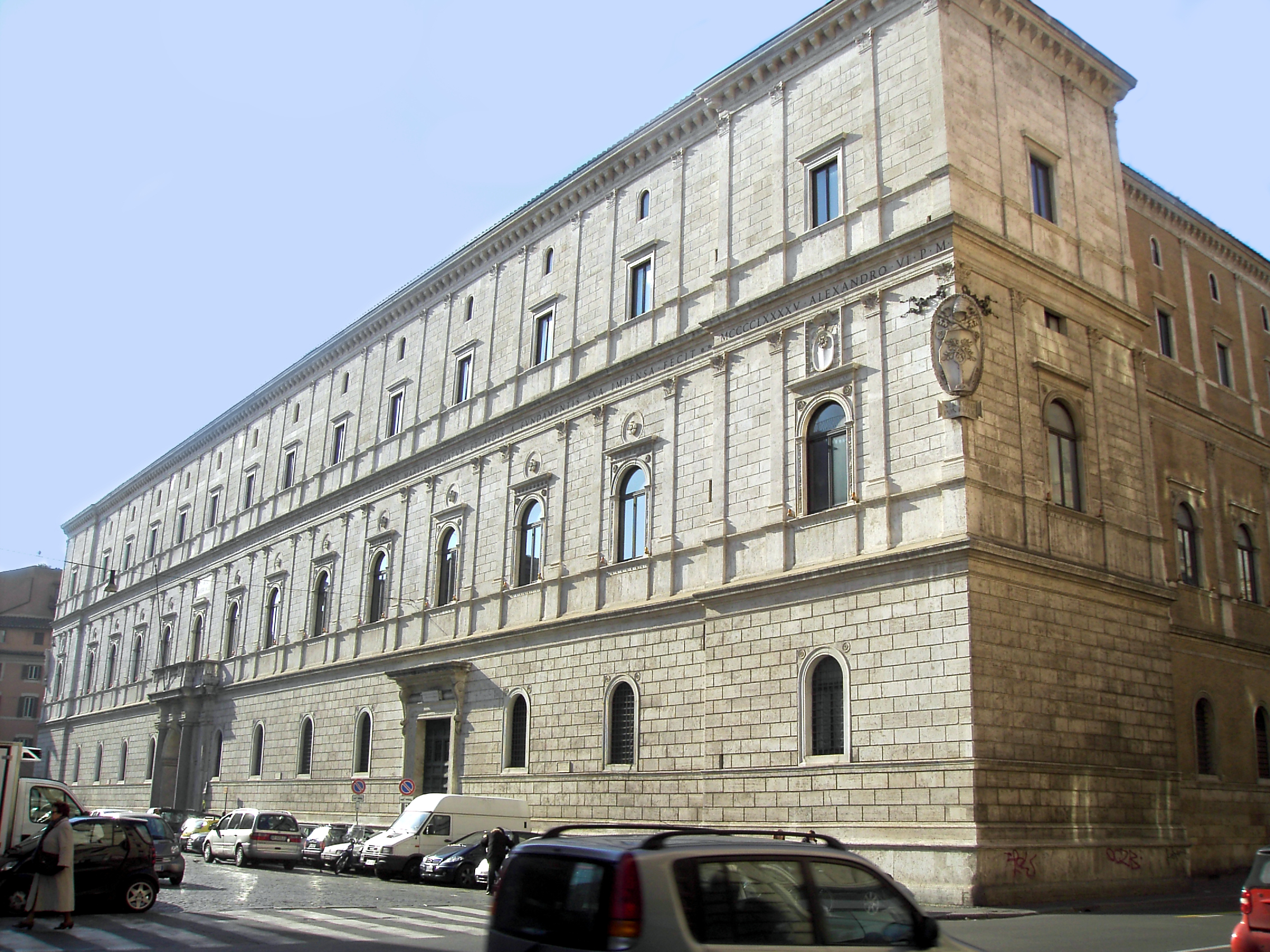
Palazzo della Cancelleria, Donato Bramante
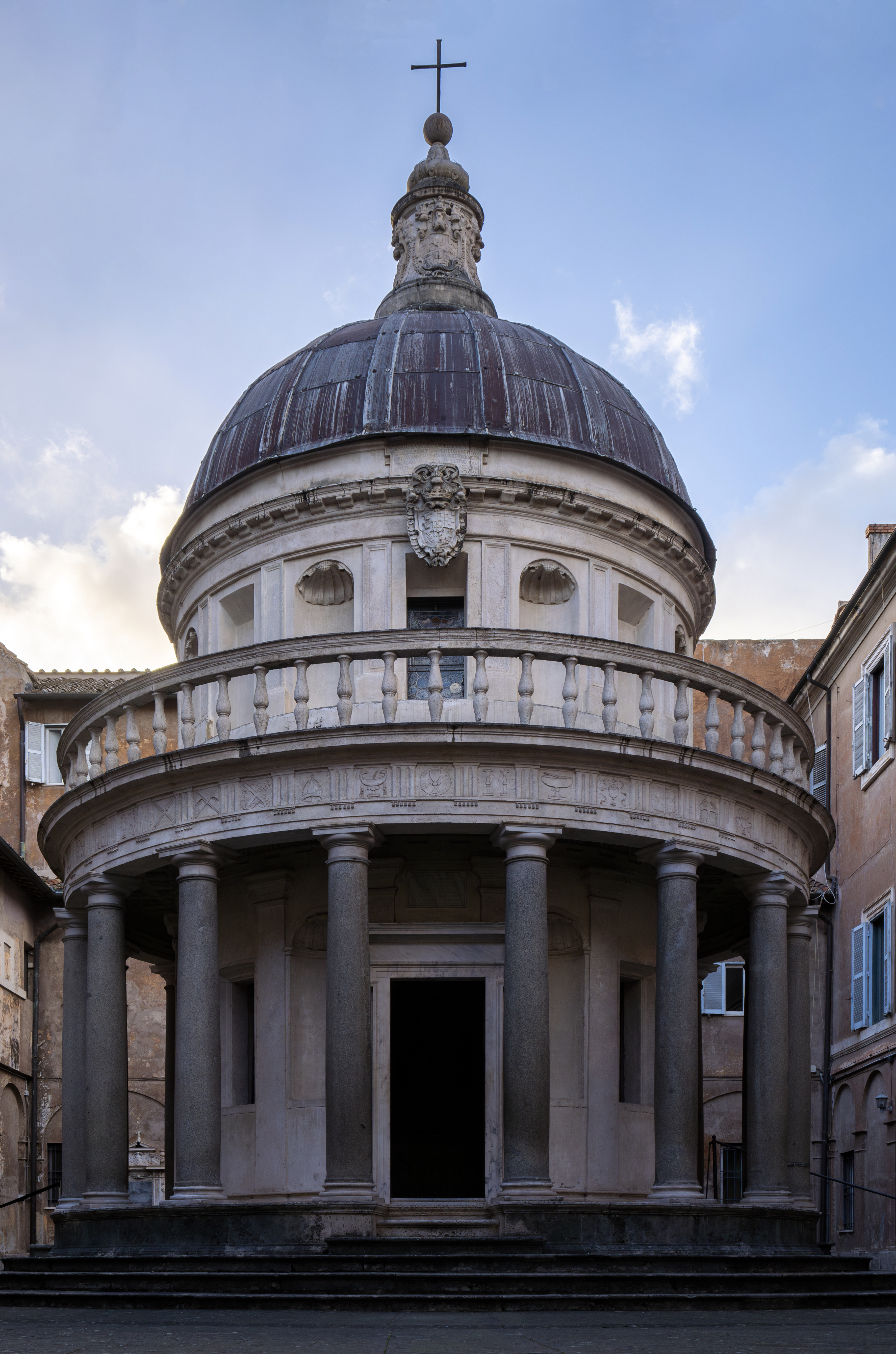
San Pietro in Montorio, Donato Bramante

## Rozšíření mimo Itálii
Už počátkem 16. století se renesanční stavby objevují i ve Francii, v Polsku nebo v jižním Německu, jejich dalšímu šíření však nepřály náboženské války, takže do severního Německa a do Anglie dorazily až daleko později. Zato se v Anglii stavěly renesanční domy až do poloviny 18. století.

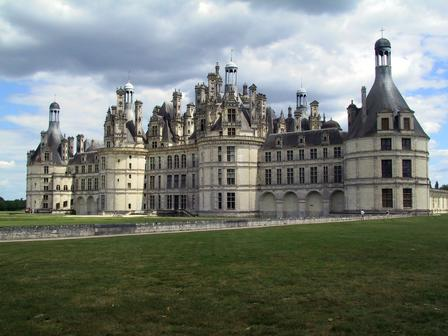
Zámek Chambord (1519–1539)
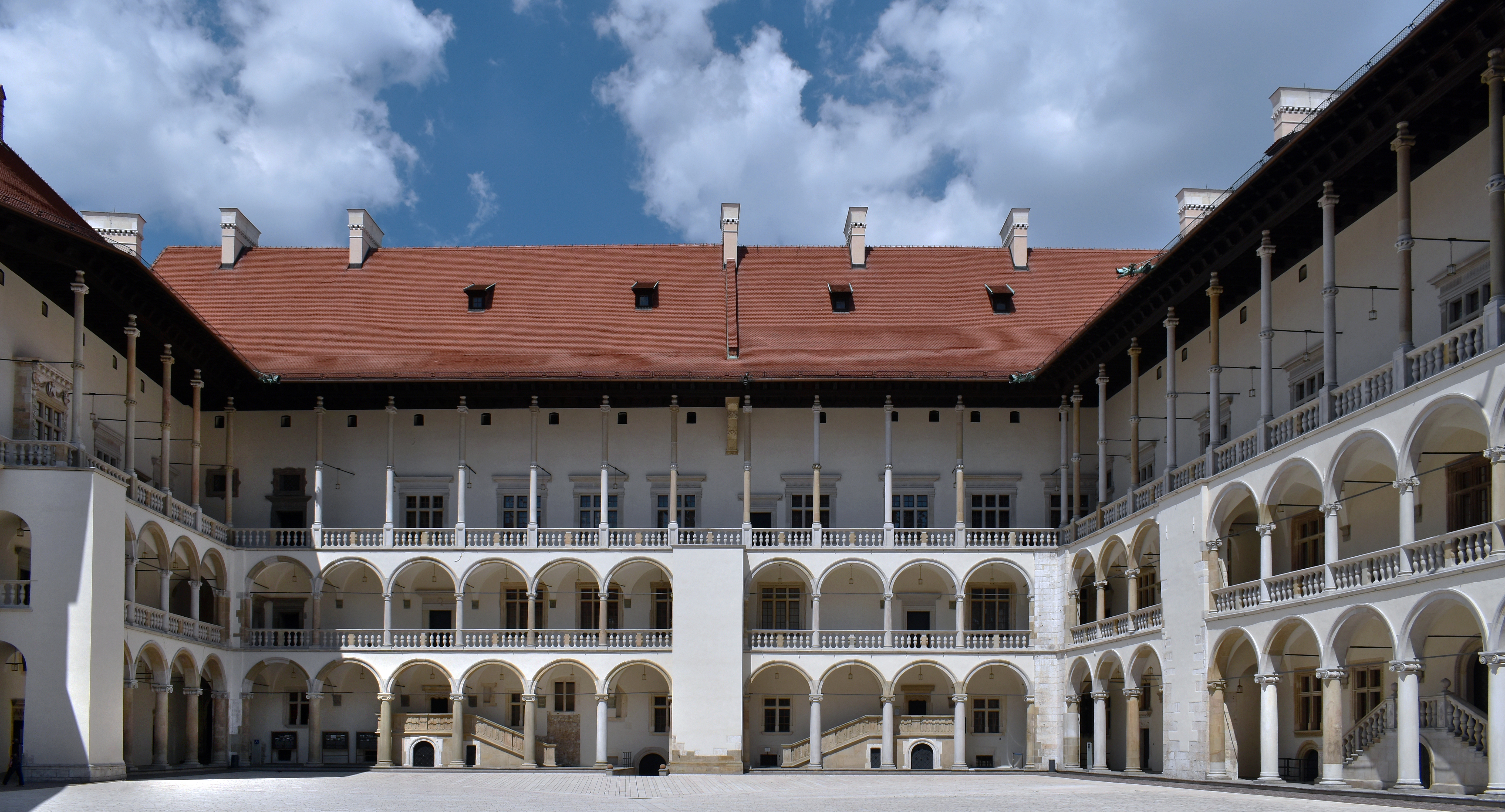
Královský hrad na Wawelu v Krakově (1504–1536)
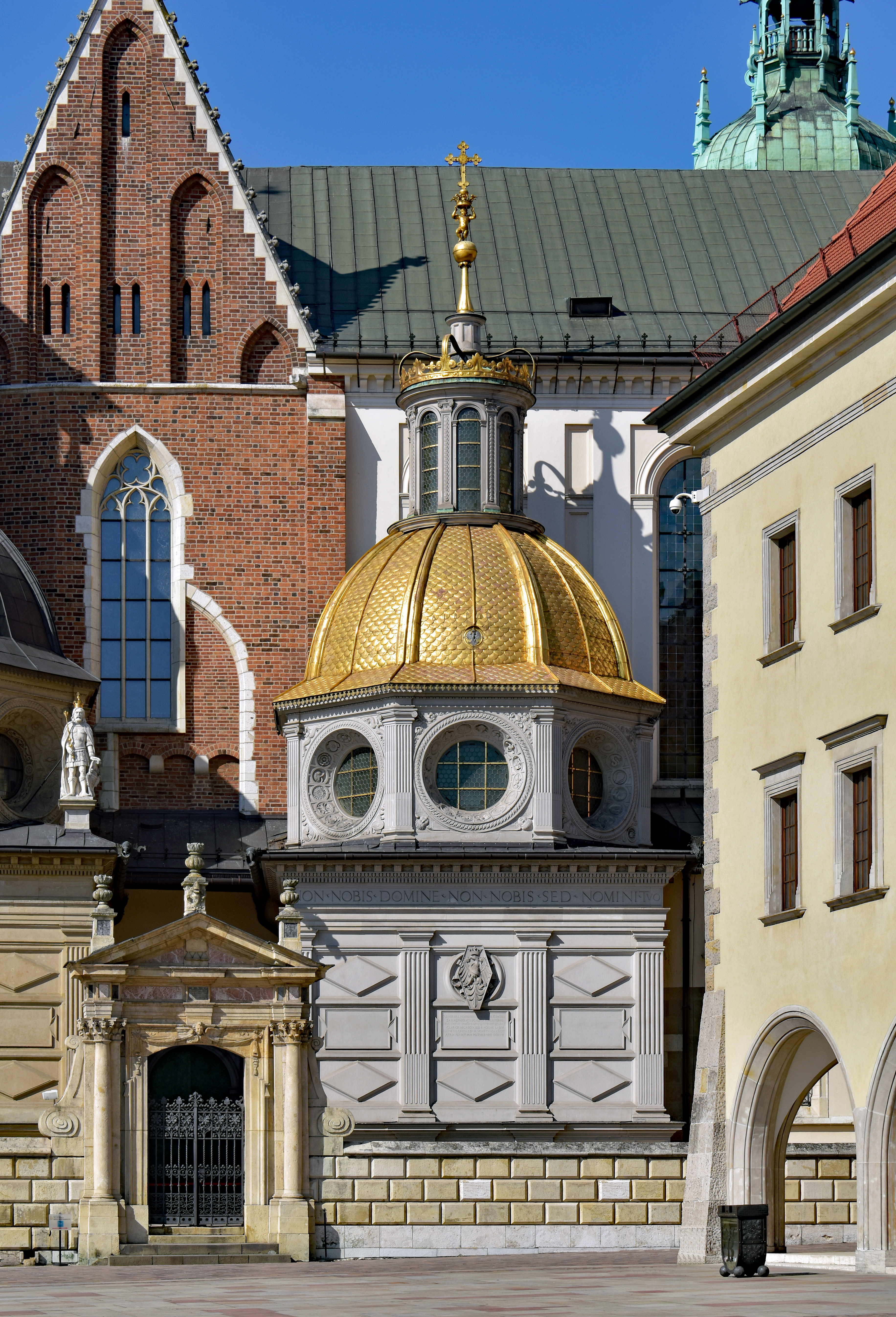
Zikmundova kaple (1515–1533)
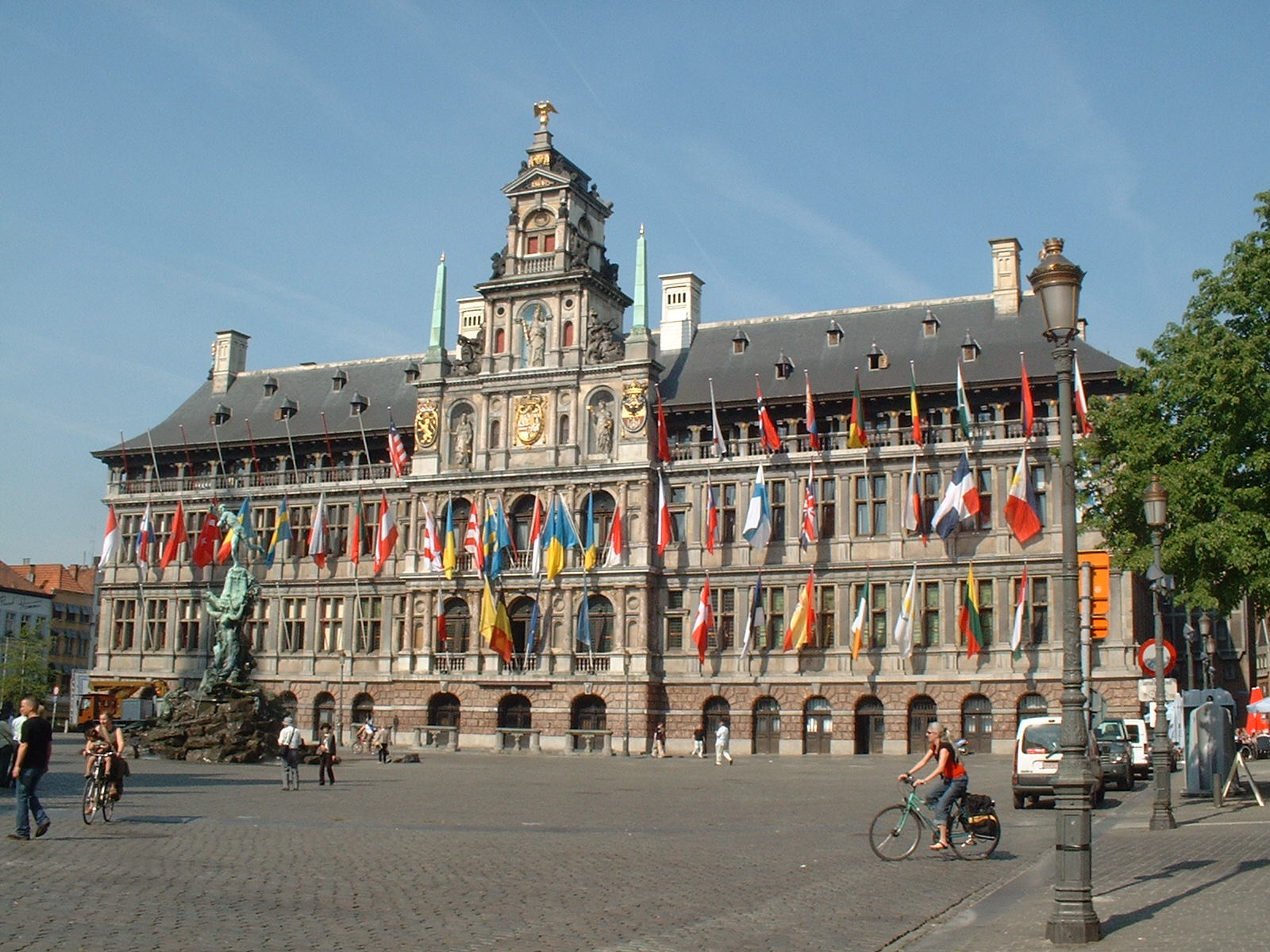
Radnice v Antverpách (1564)
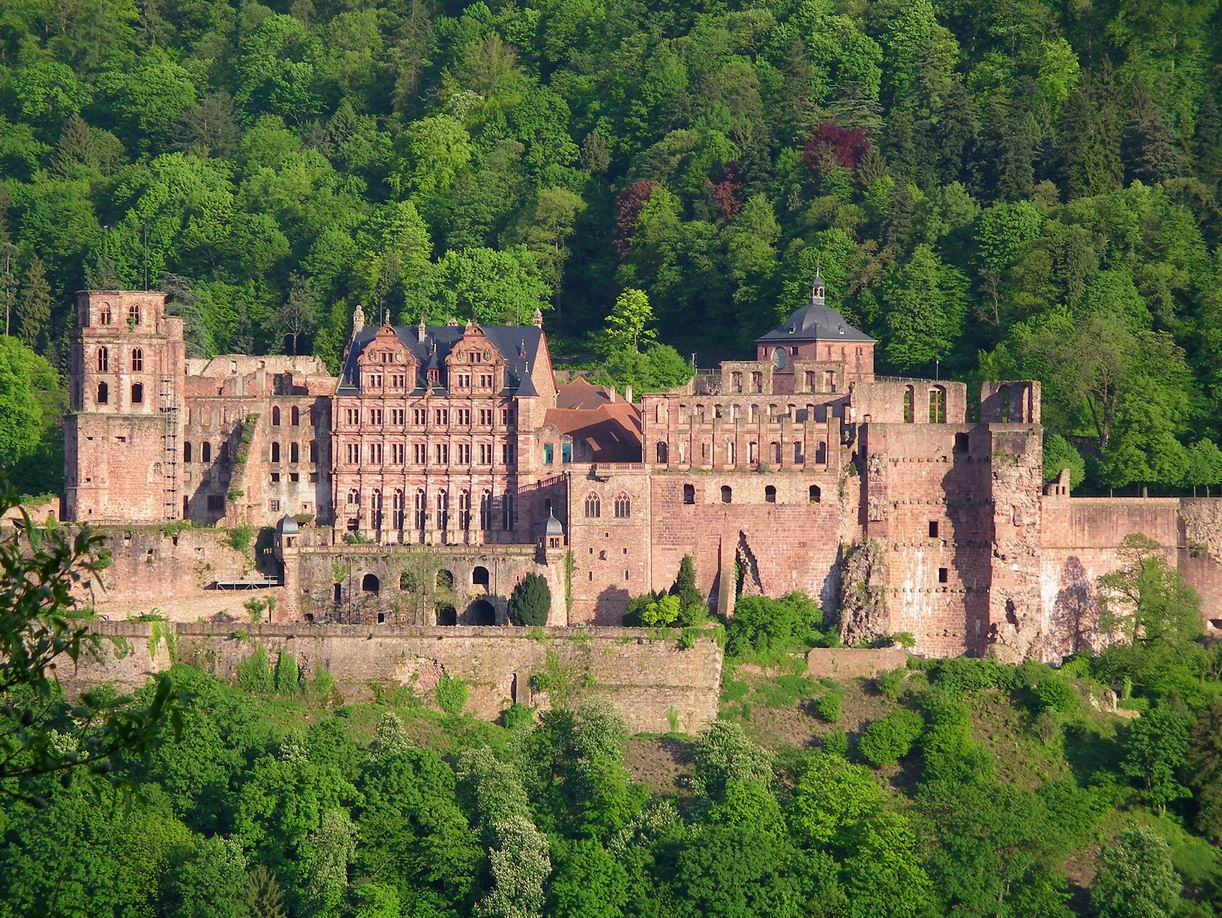
Heidelberský hrad
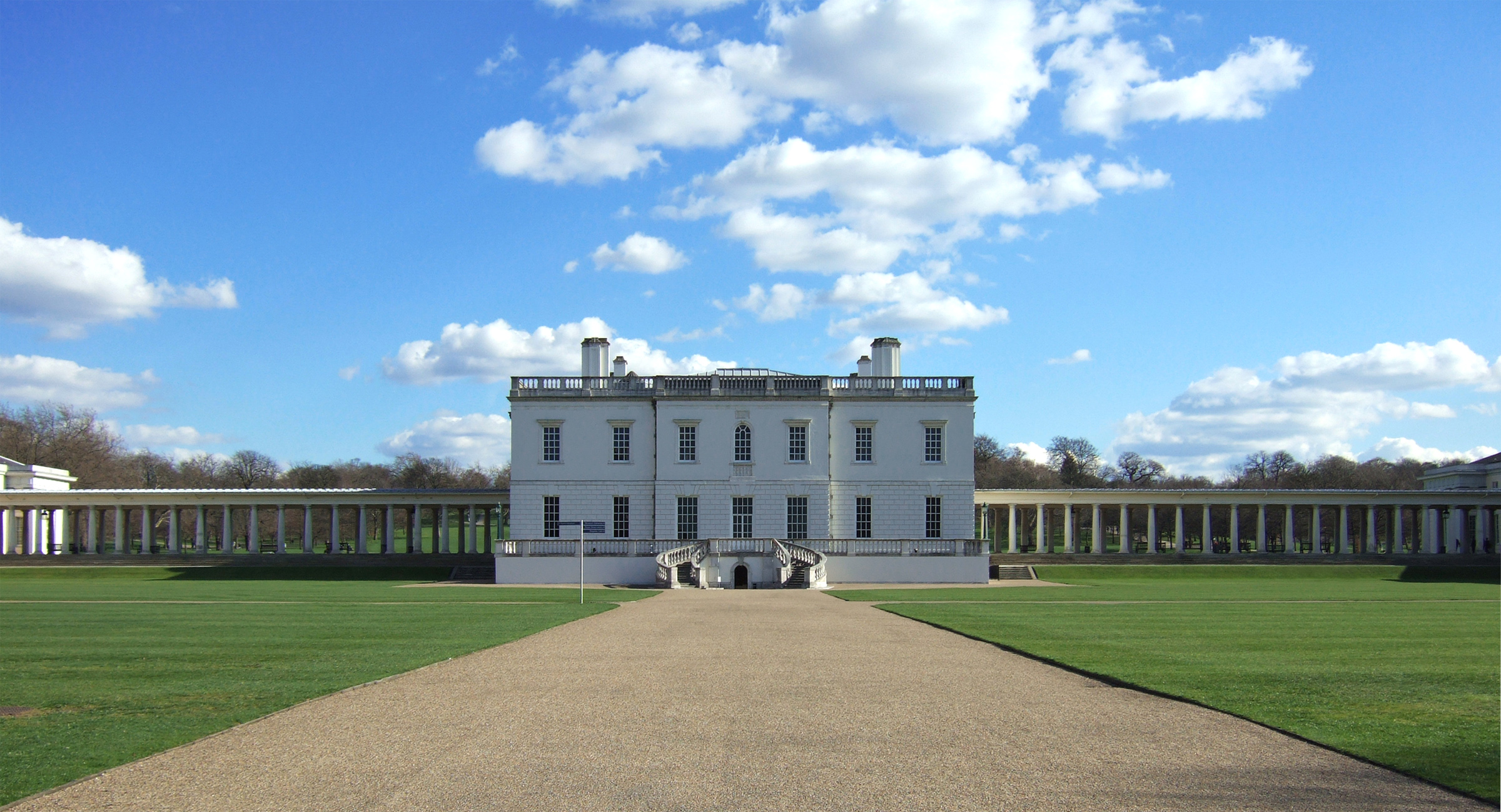
Queen’s House u Greenwiche (1615–1635)
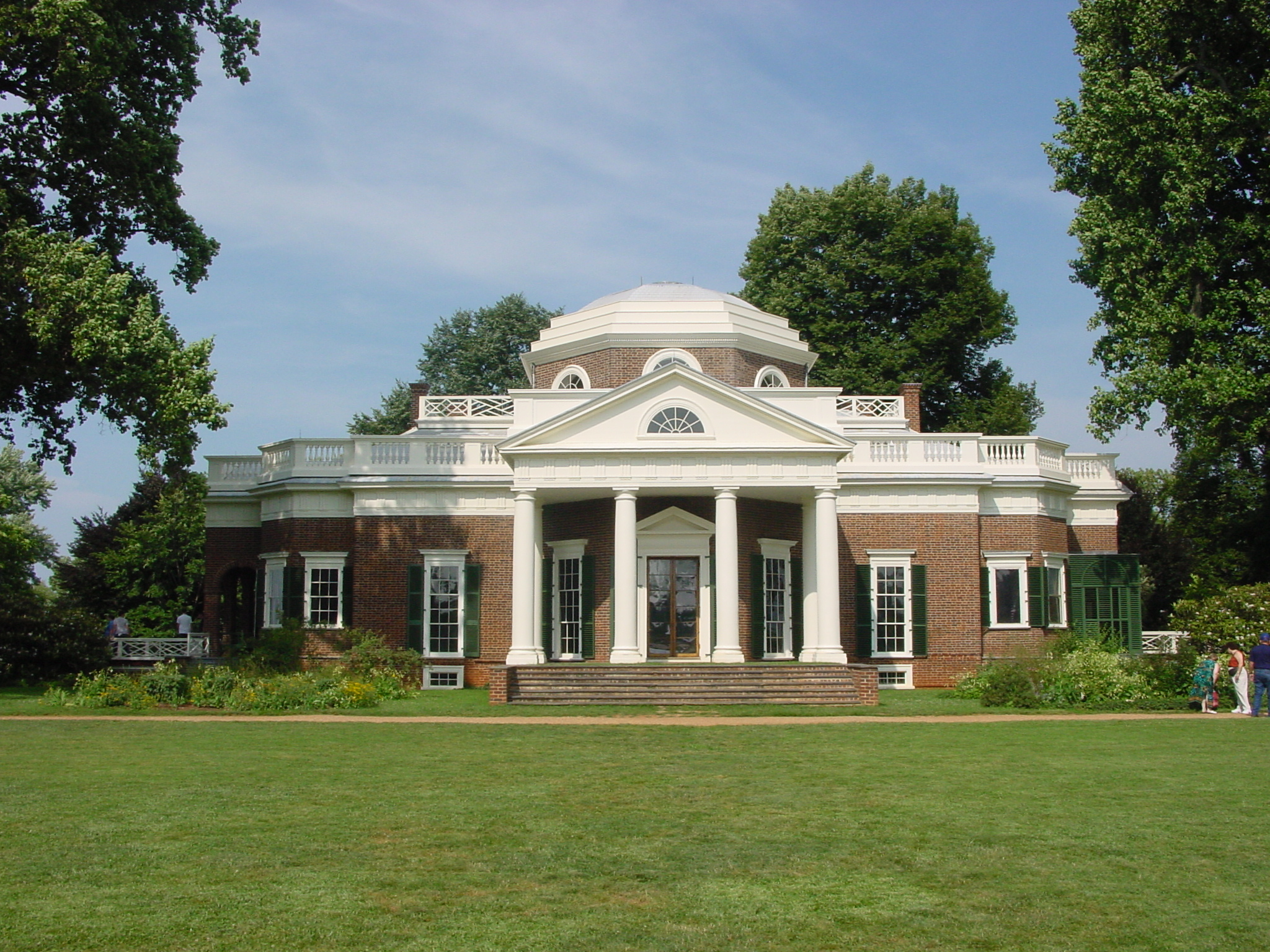
Jeffersonův dům v Monticello, Virginie (1768–1809)

## V českých zemích

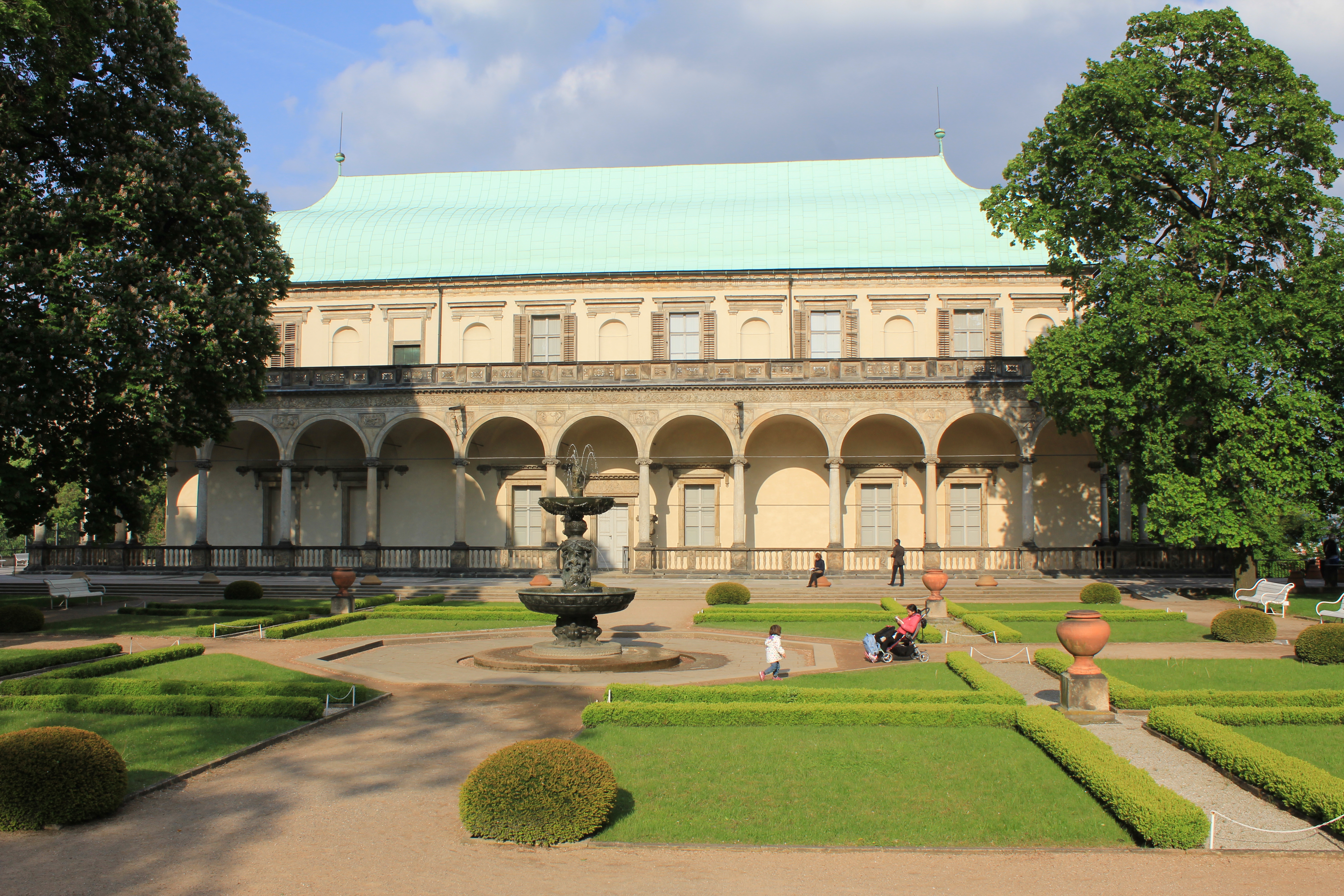
Letohrádek královny Anny

Renesance přichází do českých zemí se také s jistým zpožděním, a Češi ji zprvu nepospíchají přijmout. Souvisí to s hlubokým zakořeněním gotického umění v obecném vkusu a s narušením kulturního rozmachu doby Lucemburské během husitských válek. Proto i první renesanční prvky na Moravě a v Čechách jsou součástmi vesměs pozdně gotických staveb. Vůbec první renesanční památkou je vstupní portál Spanilé věže zámku v Tovačově datovaný rokem 1492, ze stejného roku pochází také portál jižní brány zámku v Moravské Třebové. Teprve v následujícím roce se pak renesance částečně projevila v Praze – okna nově zbudované části královského paláce na Pražském hradě. Renesanční stavitelé ještě dlouhou dobu používali gotické prvky, tak např. Bonifác Wolmut na renesanční kruchtě v katedrále sv. Víta použil ještě síťovou klenbu. Renesance se v českých zemích uplatnila nejvíce u šlechty a měšťanů. Staví se honosné paláce, jako např. Lobkovický palác na Hradčanech (dnes Schwarzenberský). Hrady se přestavují na zámky, jako je tomu v např. v Pardubicích. Církevní stavby se však kromě nutných oprav povětšinou nedočkaly žádných velkých úprav, nepřibylo ani mnoho novostaveb. Situace se měla změnit po bitvě na Bílé hoře, v té době však renesance odeznívá a nastupuje doba manýrismu a raného baroka. Česká renesance se stala samostatným pojmem pro směs italské a německé renesance s určitým podílem českých uměleckých tradic.

### Významné renesanční stavby
- letohrádek královny Anny (Praha)
- zámek Nelahozeves

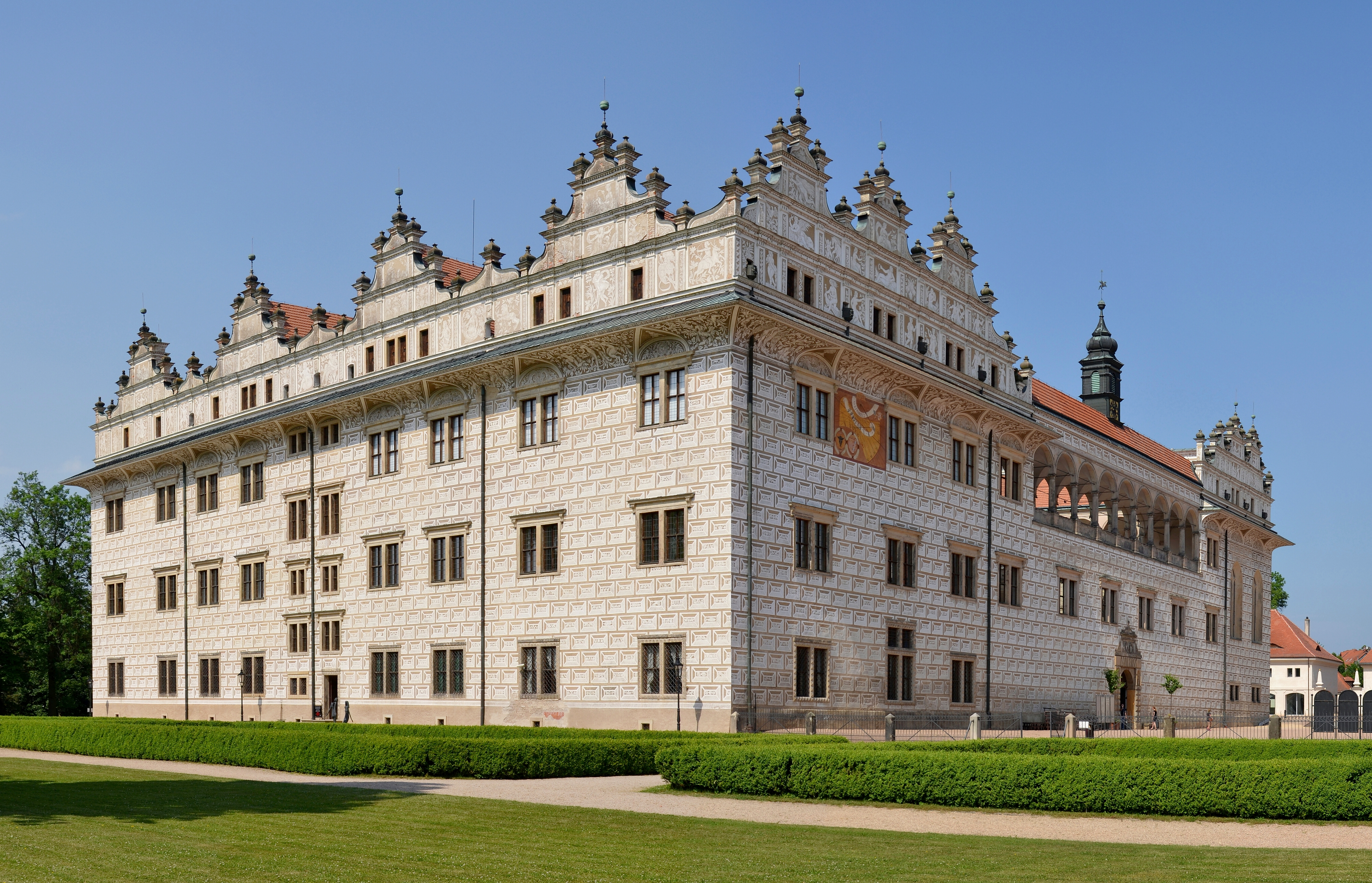
Litomyšl

- měšťanské domy v Telči a Slavonicích
- zámek v Jindřichově Hradci
- zámek v Litomyšli
- zámek v Českém Krumlově
- zámek v Třeboni
- zámek Uherčice
- Edelmannův palác a Hauenschildův palác v Olomouci
- hrad a zámek v Horšovském Týnu

### Galerie

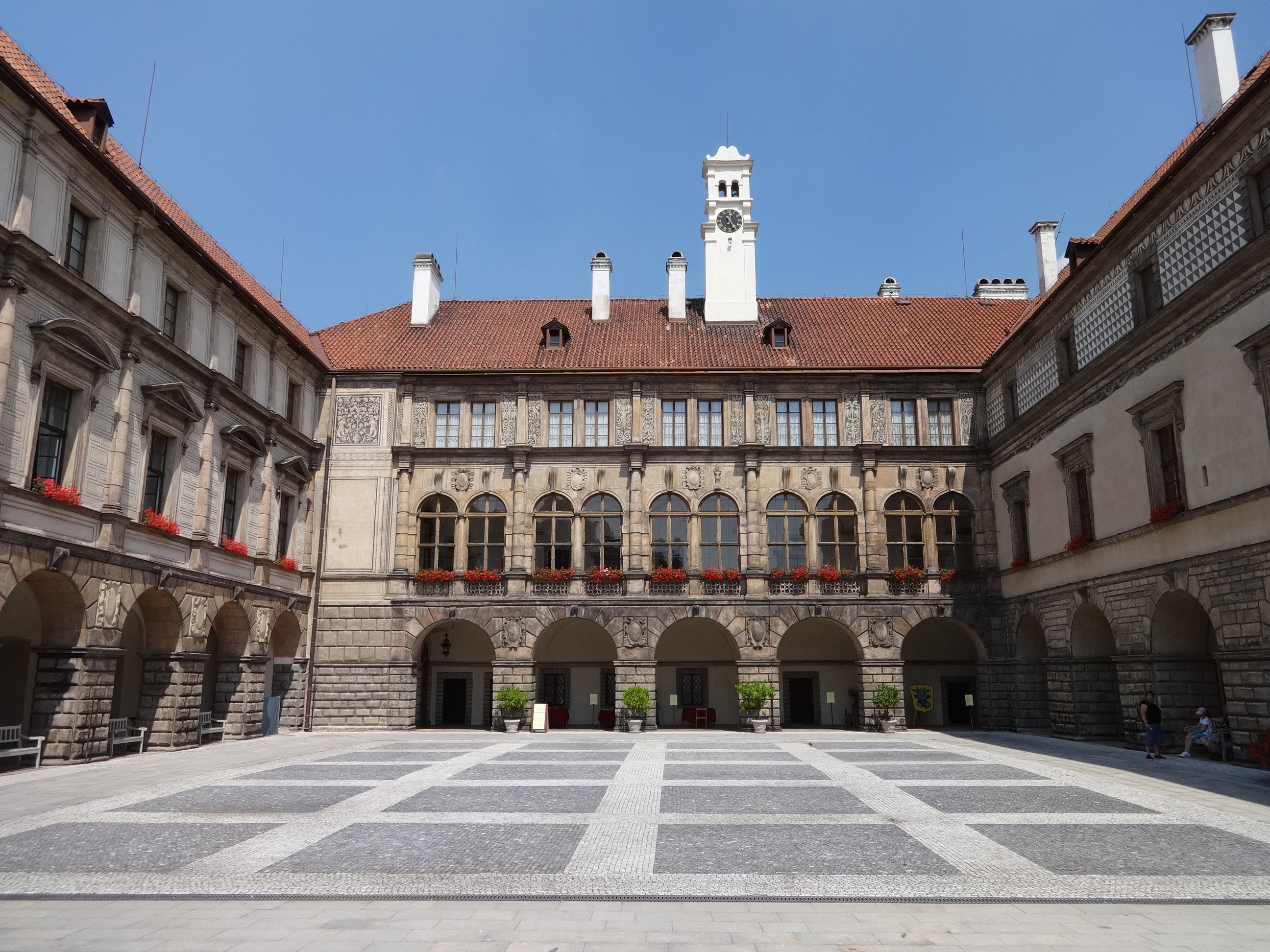
Zámek Nelahozeves
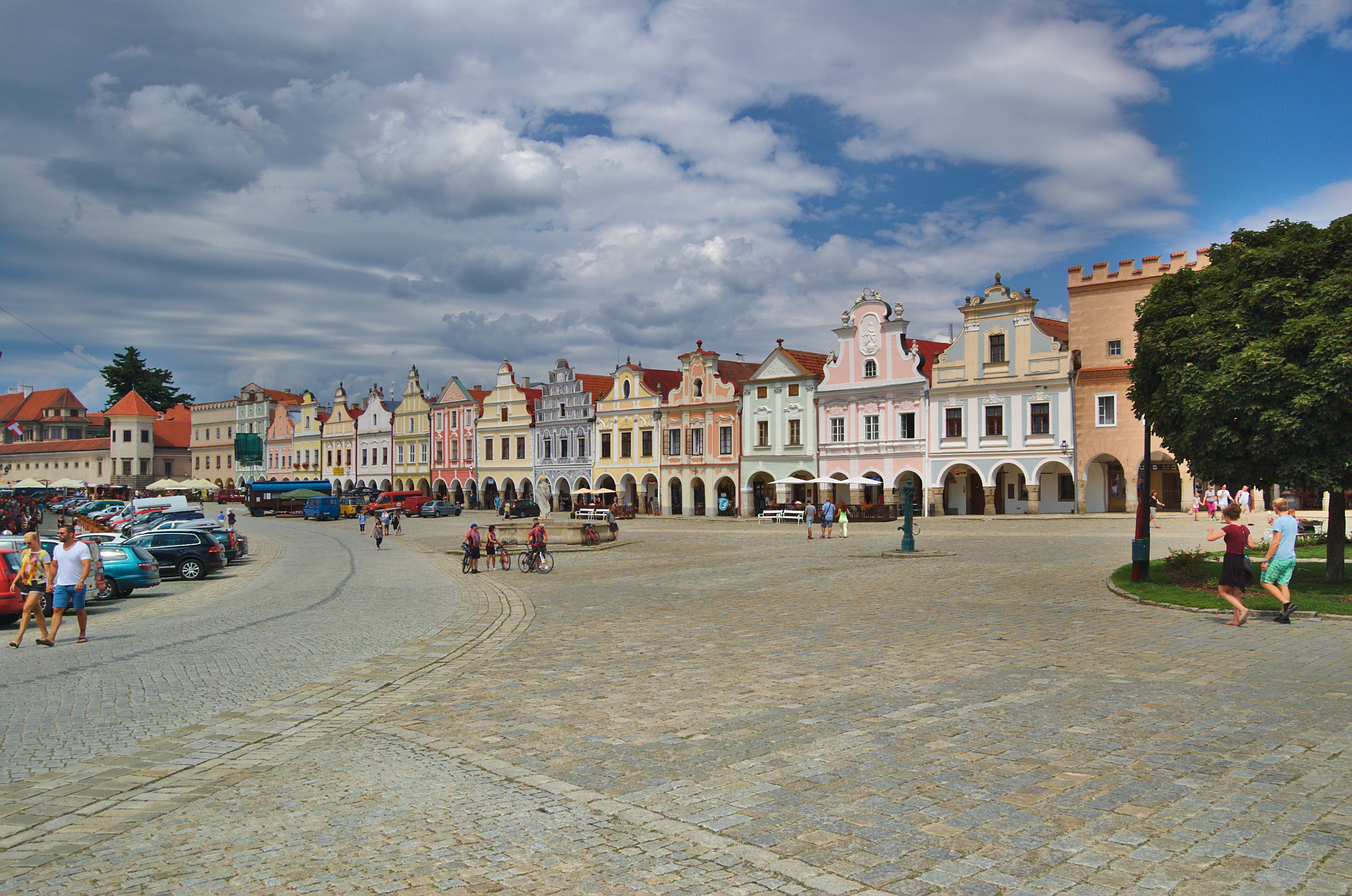
Náměstí v Telči
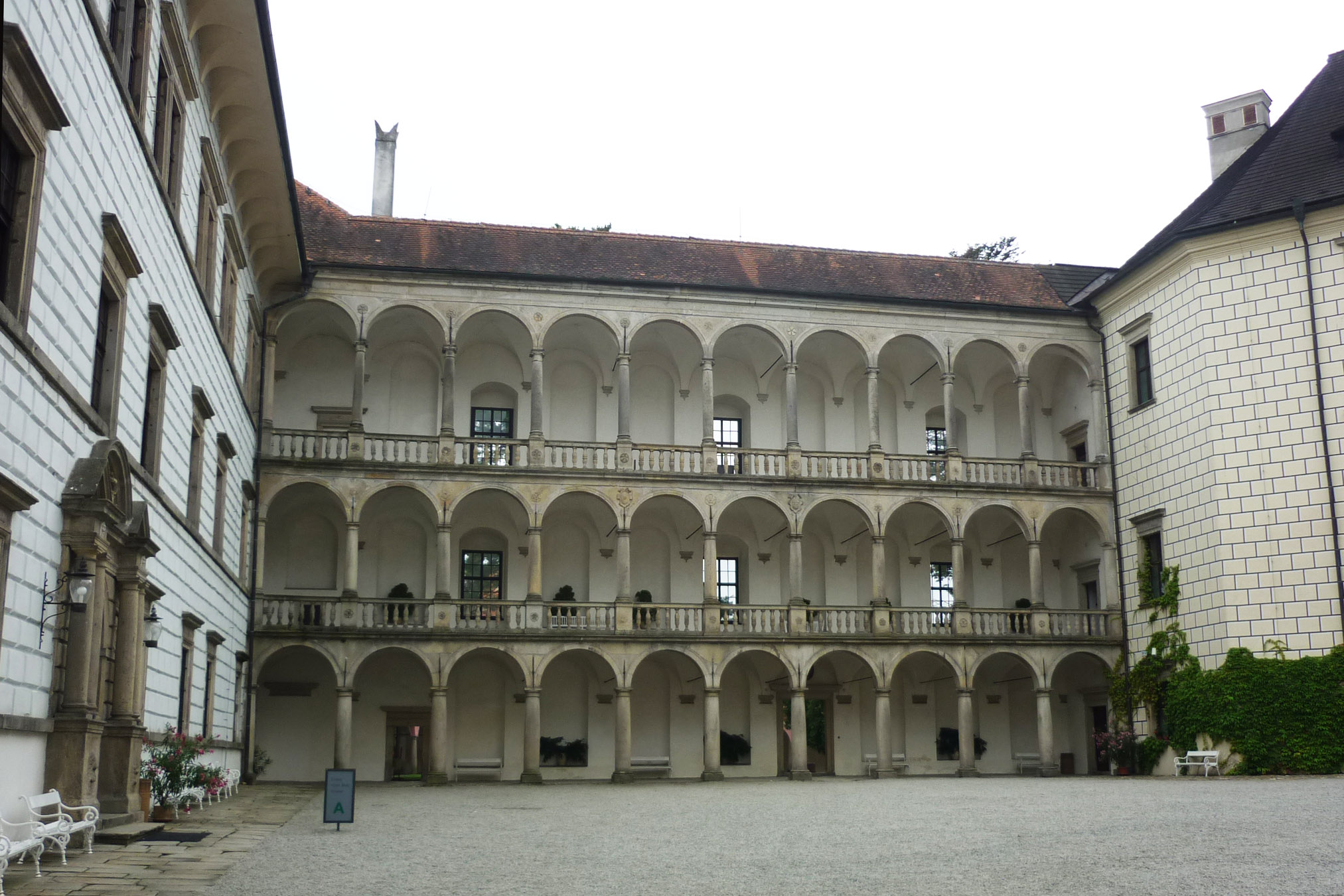
Jindřichův Hradec, Velké arkády